# Bunuri mobile din domeniul arheologie clasate în patrimoniul cultural național al României aflate în județul Teleorman
Acestă listă conține bunurile mobile din domeniul arheologie clasate în Patrimoniul cultural național al României aflate la momentul clasării în județul Teleorman.

## Tezaur
| Foto | Informații generale                                            | Detalii tehnice | Descriere | Deținător                                                         | Legături |
| ---- | -------------------------------------------------------------- | --- | --- | ----------------------------------------------------------------- | -------- |
|      | Fibulă de argint cu semidisc și placă pentagonală              | Datare: sec. IV p.Chr. Descoperit: jud. TELEORMAN, ALEXANDRIA, Cioroaica (Teleor 008) Material: tablă de argint, bătută, sudată de corpul turnat                                                                                                 | Fibulă de argint, de tipul „cu semidisc”, cu piciorul pentagonal și vârful ascuțit, dublat cu o altă placă în care se sprijină acul – „mit halbkreisförmiger Kopfplatte und rautenförmigem Fuss”. Corpul este puternic arcuit, iar la locurile de joncțiune cu piciorul, respectiv cu placa semicirculară, este aplicat un inel simplu, realizat tot din sârmă de argint răsucită. Este prevăzută cu resort dublu, întărit la capete, cu câte o sârmă simplă, realizată, de asemenea, din argint. | Muzeul Județean Teleorman, Alexandria                             | Cimec    |
|      | Fibulă de argint cu semidisc și placă pentagonală              | Datare: sec. IV p.Chr. Descoperit: jud. TELEORMAN, ALEXANDRIA, Cioroaica (Teleor 008) Material: tablă de argint, bătută, sudată de corpul turnat                                                                                                 | Fibulă de argint, de tipul „cu semidisc”, cu piciorul pentagonal și vârful ascuțit, dublat cu o altă placă în care se sprijină acul – „mit halbkreisförmiger Kopfplatte und rautenförmigem Fuss”. Corpul este puternic arcuit, iar la locurile de joncțiune cu piciorul, respectiv cu placa semicirculară, sunt aplicate două inele duble realizate din sârmă de argint răsucită. Este prevăzută cu resort dublu, întărit la capete, cu câte o sârmă răsucită, realizate, de asemenea, din argint. | Muzeul Județean Teleorman, Alexandria                             | Cimec    |
|      | Cataramă                                                       | Datare: sec. IV p.Chr. Descoperit: jud. TELEORMAN, ALEXANDRIA, Cioroaica (Teleor 008) Material: tablă și bară de argint, plăcuța de fixare găurită și nituită                                                                                    | Cataramă cu veriga rotundă în secțiune, de formă ovală, îngroșată în locul unde se sprijină capătul mobil al spinului. Spinul depășește perimetrul verigii și este semirotund în secțiune. Plăcuțele de fixare sunt de formă discoidală, prinse cu trei nituri. | Muzeul Județean Teleorman, Alexandria                             | Cimec    |
|      | Inel                                                           | Datare: 2/2 sec. XVIII - 1/2 sec. XIX Școală: local Descoperit: jud. Teleorman, com. PLOPII-SLĂVITEȘTI, DUDU, Mănăstirea Plăviceni Dimensiuni: L chaton: 8,9 mm; La chaton: 12,3 mm Material: bronz; turnare; gravare; lipire                    | Inelul are veriga semicirculară în secțiune, capetele aplatizate sunt despărțite în două benzi decorate cu o pseudorăsucire. De capetele apropiate ale verigii este sudat chatonul, format dintr-o plăcuță dreptunghiulară marginile marcate de un prag subțire în relief. Pe chaton este gravată în relief o întreagă scenă în miniatură, Iisus Cristos pe cruce în centru și cu cele două femei mironosițe în stânga și dreapta, sub brațele orizontale ale crucii. Toate cele trei personaje sunt surprinse cu detalii atât anatomice, cât și de îmbrăcăminte. | Muzeul Județean Teleorman, Alexandria                             | Cimec    |
|      | Pumnal                                                         | Datare: 1/2 sec. VII a.Chr. Descoperit: jud. Teleorman, com. ORBEASCA, LĂCENI, Solare Dimensiuni: L lamă: 270 mm Material: fier; turnare; batere la cald                                                                                         | Piesă confecționată din fier, cu lama de formă triunghiulară alungită, cu nervură mediană, două tăișuri și vârf ascuțit. Garda este cordiformă, cu mânerul terminat cu o bară transversală. | Muzeul Județean Teleorman, Alexandria                             | Cimec    |
|      | Cercel elenistic                                               | Datare: 2/2 sec. IV - III a.Chr. Descoperit: jud. Teleorman, ZIMNICEA, „Câmpul Morților”/ str. Cetății Dimensiuni: Distanța deschiderii între capete 3,87 mm Material: aur; batere; turnare; filigranare; presare                                | Piesă de forma unei verigi cu capetele deschise, cu una dintre extremități în formă de cap de leu. Capul animalului este modelat prin presare “au reppousé”. Fața este modelată realist, cu botul ușor proeminent și gura deschisă. Ochii sunt sugerați prin două proeminențe. Corpul este realizat din foiță de aur pliată triunghiular, cu marginile unite la interior. Piesa este ornamentată cu nervuri pseudotorsadate și mici proeminențe, unele realizate în tehnica filigranului. | Muzeul Județean Teleorman, Alexandria                             | Cimec    |
|      | Vas                                                            | Datare: 3/4 mil. V a.Chr. Descoperit: jud. Teleorman, com. Ciolănești, Ciolăneștii din Deal, Măgura „Țui” Material: lut modelat cu mâna și ars oxidant, decorat cu incizii, lustruit                                                             | Vas modelat din lut de culoare cărămiziu-gălbuie, respectiv neagră-cenușie în zona buzei. Partea inferioară este de formă tronconică, cu fundul plat. Partea superioară este rotunjită, cu buza oblică. Pe jumătatea superioară este decorat cu două spirale diametral opuse, alcătuite din benzi incizate ce au in interiorul lor linii fin incizate, dispuse neregulat. Porțiunile cruțate, aflate între benzi, sunt lustruite. La zona de contact dintre spirale, se găsesc două cercuri, cruțate, de asemenea lustruite. | Muzeul Județean Teleorman, Alexandria                             | Cimec    |
|      | Vas-askos                                                      | Datare: 3/4 mil. V a.Chr. Descoperit: jud. Teleorman, com. Ciolănești, Ciolăneștii din Deal, Măgura „Țui” Dimensiuni: Dtoartă: 25 mm Material: lut modelat cu mâna și ars oxidant                                                                | Vas askos, modelat din lut de culoare cărămiziu-gălbuie. Este de formă bombată, cu fundul plat și gura ușor oblică. În partea superioară se află o toartă, cilindrică în secțiune. Întreaga suprafață a vasului prezintă urme de lustruire, fără să fie decorată. | Muzeul Județean Teleorman, Alexandria                             | Cimec    |
|      | Vas                                                            | Datare: 3/4 mil. V a.Chr. Descoperit: jud. Teleorman, com. Ciolănești, Ciolăneștii din Deal, Măgura „Țui” Material: lut modelat cu mâna și ars oxidant, decorat cu incizii                                                                       | Vas modelat din lut, de culoare roșcat-maronie. Este de formă bitronconică, cu fundul plat, umărul ușor rotunjit, buza dreaptă. Prezintă două torți unghiulare, aflate pe umărul vasului, dispuse diametral opus. În partea superioară este decorat cu linii oblice, paralele, incizate. Gâtul prezintă urme de lustruire. | Muzeul Județean Teleorman, Alexandria                             | Cimec    |
|      | Vas                                                            | Datare: 3/4 mil. V a.Chr. Descoperit: jud. Teleorman, com. Ciolănești, Ciolăneștii din Deal, Măgura „Țui” Material: lut modelat cu mâna și ars oxidant, decorat cu incizii, lustruit                                                             | Vas modelat din lut, de culoare cărămiziu-albicioasă. Este de formă bitronconică, cu buza dreaptă și fundul plat. Pe zona de diametru maxim se găsește un brâu lat de cca. 1,5 cm, ușor concav, decorat atât pe marginea inferioară, cât și pe cea superioară, cu câte un șir de crestături dispuse oblic în „V”. Tot pe acest brâu se găsesc patru butoni, sub forma unor proeminențe alungite, verticale, dispuși diametral opus. Un mic buton perforat orizontal, se află sub brâu. Atât brâul cât și partea superioară a vasului sunt lustruite. | Muzeul Județean Teleorman, Alexandria                             | Cimec    |
|      | Vas                                                            | Datare: 3/4 mil. V a.Chr. Descoperit: jud. Teleorman, com. Ciolănești, Ciolăneștii din Deal, Măgura „Țui” Material: lut modelat cu mâna și ars oxidant, decorat cu incizii, lustruit                                                             | Vas modelat din lut, de culoare cărămiziu-roșiatică. Este de formă bitronconică, cu buza dreaptă, fund plat și umăr rotunjit. Gura este ușor deformată, de formă aproximativ ovală. Decorul este realizat prin incizie. Constă din trei serii de linii scurte incizate, paralele, dispuse în șiruri înclinate, alternative, pe umărul vasului. Partea superioară este lustruită. | Muzeul Județean Teleorman, Alexandria                             | Cimec    |
|      | Vas                                                            | Datare: 3/4 mil. V a.Chr. Descoperit: jud. Teleorman, com. Ciolănești, Ciolăneștii din Deal, Măgura „Țui” Material: lut modelat cu mâna și ars oxidant, decorat cu incizii, lustruit                                                             | Vas modelat din lut de culoare cărămiziu-gălbuie, respectiv neagră-cenușie pe cca.1/3 din zona superioară. Este de formă piriformă, cu fundul plat și buza dreaptă. Între baza gâtului și buză prezintă două torți unghiulare, verticale, dispuse diametral opus una față de cealaltă. Aproximativ pe zona de diametru maxim se găsesc patru butoni alungiți, dispuși diametral opus unul față de celălalt. Alți doi butoni conici, se află la baza gâtului și sunt dispuși tot diametral opus unul față de celălalt. Partea superioară este decorată cu șiruri de paranteze incizate, dispuse aproximativ paralel. Gâtul prezintă urme de lustruire. | Muzeul Județean Teleorman, Alexandria                             | Cimec    |
|      | Capac                                                          | Datare: 3/4 mil. V a.Chr. Descoperit: jud. Teleorman, com. Ciolănești, Ciolăneștii din Deal, Măgura „Țui” Material: lut modelat cu mâna și ars oxidant, decorat cu incizii și împunsături, încrustat                                             | Capac, modelat din lut, de culoare roșiatică. Este în formă de calotă sferică, cu buza dreaptă. Decorul constă din șapte cercuri incizate, dispuse concentric, care delimitează benzi late de cca. 0,5 cm, la rândul lor decorate cu împunsături dispuse succesiv. Decorul a fost încrustat cu pastă albă, ce se păstrează doar pe alocuri. | Muzeul Județean Teleorman, Alexandria                             | Cimec    |
|      | Capac                                                          | Datare: 3/4 mil. V a.Chr. Descoperit: jud. Teleorman, com. Ciolănești, Ciolăneștii din Deal, Măgura „Țui” Material: lut modelat cu mâna și ars oxidant, decorat cu împunsături                                                                   | Capac, modelat din lut, de culoare gălbui-cafenie. Este în formă de calotă conică, cu umăr lat și partea inferioară aproximativ cilindrică. Decorul este realizat prin împunsături circulare, succesive, dispuse în două registre. Primul se găsește în partea superioară a calotei, alcătuit din mai multe împunsături grupate, celălalt în partea inferioară a calotei, format dintr-un șir de împunsături. | Muzeul Județean Teleorman, Alexandria                             | Cimec    |
|      | Capac                                                          | Datare: 3/4 mil. V a.Chr. Descoperit: jud. Teleorman, com. Ciolănești, Ciolăneștii din Deal, Măgura „Țui” Material: lut modelat cu mâna și ars oxidant, lustruit, pictat                                                                         | Capac, modelat din lut, de culoare roșu-cărămizie. Este în formă de calotă sferică, ușor bombată, cu umăr lat și partea inferioară aproximativ cilindrică. Decorul este realizat prin pictarea cu o vopsea de culoare alb-roze, după ce, inițial, suprafața a fost lustruită. Constă din câte patru serii de benzi afrontate, fiecare compuse din câte șase linii pictate, ce înscriu în partea superioară a calotei un motiv cruciform, la rândul lui compus din patru linii, de asemenea, pictate. | Muzeul Județean Teleorman, Alexandria                             | Cimec    |
|      | Capac                                                          | Datare: 3/4 mil. V a.Chr. Descoperit: jud. Teleorman, com. Ciolănești, Ciolăneștii din Deal, Măgura „Țui” Material: lut modelat cu mâna și ars reducător, lustruit și decorat cu incizii                                                         | Capac, modelat din lut, de culoare cenușiu-deschisă. Este în formă de calotă sferică, ușor bombată, cu umăr lat și partea inferioară scurtă, aproximativ cilindrică. Decorul este realizat prin incizare și constă din patru grupuri de benzi afrontate. Acestea sunt alcătuite, la rândul lor, din două serii de câte patru linii paralele, incizate. Porțiunile cruțate dintre aceste serii, precum și partea superioară a piesei, sunt lustruite. | Muzeul Județean Teleorman, Alexandria                             | Cimec    |
|      | Vas                                                            | Datare: 2/2 mil. VI a.Chr. Descoperit: jud. Teleorman, com. Ștorobăneasa, Beiu Material: lut modelat cu mâna și ars oxidant, decorat cu spirale canelate                                                                                         | Vas modelat din lut, de culoare maroniu-roșcată. Este de formă bitronconică, cu fundul drept, umărul rotunjit, gâtul cilindric, scurt, buza dreaptă. În partea superioară, la baza gâtului, se găsesc două proeminențe conice, dispuse simetric, diametral opuse una față de cealaltă. În treimea inferioară se află alte două proeminențe ușor alungite, de asemenea dispuse simetric, diametral opuse una față de cealaltă. Vasul este decorat în jumătatea superioară cu patru spirale duble, canelate, dispuse și acestea simetric, diametral opuse una față de cealaltă. | Muzeul Județean Teleorman, Alexandria                             | Cimec    |
|      | Vas                                                            | Datare: 3/4 mil. V a.Chr. Descoperit: jud. Teleorman, com. Ciolănești, Ciolăneștii din Deal, Măgura „Țui” Material: lut modelat cu mâna și ars oxidant, decorat cu incizii, lustruit                                                             | Vas modelat din lut, de culoare maroniu-gălbuie. Este de formă piriformă, cu fundul drept, umărul puternic rotunjit, aplatizat în partea superioară, gâtul cilindric, scurt, buza dreaptă. În partea superioară, la baza gâtului, se găsesc patru proeminențe conice, dispuse simetric, diametral opuse una față de cealaltă. În treimea inferioară se aflau alte patru proeminențe alungite (păstrate doar trei), de asemenea dispuse simetric, diametral opuse una față de cealaltă. Vasul este decorat în jumătatea superioară, cu două registre orizontale compuse din câte trei șiruri de paranteze incizate, al căror sens alternează, spre dreapta, respectiv spre stânga. Zonele dintre cele două registre, precum și cea aflată în partea superioară a vasului, sunt puternic lustruite. | Muzeul Județean Teleorman, Alexandria                             | Cimec    |
|      | Străpungător cu mâner                                          | Datare: 4/4 mil. V a.Chr. Descoperit: jud. Teleorman, com. Vitănești, Vitănești, Măgurice Dimensiuni: Vârf cupru: L: 48 mm; D: 2,5 mm Material: cupru, prelucrat prin batere și fixat într-un mâner de os                                        | Străpungător confecționat din cupru, cu secțiunea rotundă și ascuțit la partea distală, care constituie partea activă a piesei. Partea proximală este fixată într-un mâner confecționat din os. | Muzeul Județean Teleorman, Alexandria                             | Cimec    |
|      | Scăunel                                                        | Datare: 4/4 mil. V a.Chr. Descoperit: jud. Teleorman, com. Vitănești, Vitănești, Măgurice Material: lut modelat cu mâna și ars oxidant | Obiect modelat din lut, de culoare cărămiziu-gălbuie. Este de formă aproximativ rectangulară, cu patru piciorușe conice, neregulate, aflate în partea inferioară și cu un „spătar” arcuit, asemănător cu două coarne de taurină, dispuse în partea superioară. | Muzeul Județean Teleorman, Alexandria                             | Cimec    |
|      | Săpăligă                                                       | Datare: 4/4 mil. V a.Chr. Descoperit: jud. Teleorman, com. Vitănești, Vitănești, Măgurice Material: corn, prelucrat prin debitare, finisat prin polisare și șlefuire                                                                             | Săpăligă confecționată din corn de Cervus elaphus, de culoare alb-gălbuie. Este realizată dintr-un segment de prăjină, zona bazală fiind ascuțită și constituind partea activă a piesei. În treimea dinspre partea proximală se află un orificiu de prindere în coadă, de formă rectangulară, cu dimensiunile aproximative de 33 x 24 mm. | Muzeul Județean Teleorman, Alexandria                             | Cimec    |
|      | Săpăligă                                                       | Datare: 4/4 mil. V a.Chr. Descoperit: jud. Teleorman, com. Vitănești, Vitănești, Măgurice Material: corn, prelucrat prin debitare, finisat prin polisare și șlefuire                                                                             | Săpăligă miniaturală confecționată din corn de Cervus elaphus, de culoare maroniu-gălbuie. Este realizată dintr-un vârf de ramură, zona distală fiind ascuțită și constituind partea activă a piesei, cu urme vizibile de uzură. Vârful propriu-zis al ramurei este, de fapt, partea proximală a piesei. Aproximativ în partea centrală se află un orificiu de prindere în coadă, de formă circulară, cu diametrul de 6 mm. Spre partea activă a piesei, pe lateralele acesteia, în vecinătatea orificiului de prindere, se găsesc două șănțuiri incizate. | Muzeul Județean Teleorman, Alexandria                             | Cimec    |
|      | Manșon                                                         | Datare: 4/4 mil. V a.Chr. Descoperit: jud. Teleorman, com. Vitănești, Vitănești, Măgurice Material: corn, prelucrat prin debitare, finisat prin polisare și șlefuire                                                                             | Manșon confecționat din corn de Cervus elaphus, de culoare alb-gălbuie. Este realizat dintr-un vârf de ramură, în zona distală fixându-se partea activă a piesei (probabil o herminetă). Vârful propriu-zis al ramurei este, de fapt, partea proximală a piesei. Aproximativ în partea centrală se află un orificiu de prindere în coadă, de formă circulară, cu diametrul de 15 mm. | Muzeul Județean Teleorman, Alexandria                             | Cimec    |
|      | Străpungător                                                   | Datare: 4/4 mil. V a.Chr. Descoperit: jud. Teleorman, com. Vitănești, Vitănești, Măgurice Material: cupru, prelucrat prin batere | Străpungător confecționat din cupru, cu secțiunea romboidală și ascuțit la partea distală, care constituie partea activă a piesei. | Muzeul Județean Teleorman, Alexandria                             | Cimec    |
|      | Picior-calapod                                                 | Datare: 1/2 mil. V a.Chr. Descoperit: jud. Teleorman, com. Plosca, Plosca, La Moară Material: lut modelat cu mâna și ars oxidant, decorat cu incizii                                                                                             | Picior-calapod, modelat din lut de culoare gălbui-cărămizie, cu o pată cenușie pe partea interioară. Este modelat în forma piciorului uman, fără a avea redate detalii anatomice. Pe ambele fețe laterale, dar și pe fața superioară prezintă câte o linie incizată. Între partea superioară și fața interioară se găsește o perforație transversală. | Muzeul Județean Teleorman, Alexandria                             | Cimec    |
|      | Obiect de os                                                   | Datare: 3/4 mil. V a.Chr. Descoperit: jud. Teleorman, com. Vitănești, Vitănești, Măgurice Material: os, prelucrat prin debitare, finisat prin polisare, șlefuire și lustruire                                                                    | Obiect confecționat din os, de culoare crem-gălbui. Este realizat prin debitare dintr-o placă de os, având o formă de zig-zag. Unul dintre capete este rupt din vechime. | Muzeul Județean Teleorman, Alexandria                             | Cimec    |
|      | Săpăligă                                                       | Datare: 4/4 mil. V a.Chr. Descoperit: jud. Teleorman, com. Vitănești, Vitănești, Măgurice Material: corn, prelucrat prin debitare, finisat prin polisare și șlefuire                                                                             | Săpăligă confecționată din corn de Cervus elaphus, de culoare maroniu-gălbuie. Este realizată probabil dintr-un segment de ramură, zona distală fiind ascuțită și constituind partea activă a piesei, cu urme vizibile de uzură. Aproximativ în partea centrală se află un orificiu de prindere în coadă, de formă rectangulară, cu dimensiunile de 25 x 13 mm. | Muzeul Județean Teleorman, Alexandria                             | Cimec    |
|      | Săpăligă                                                       | Datare: 4/4 mil. V a.Chr. Descoperit: jud. Teleorman, com. Vitănești, Vitănești, Măgurice Material: corn, prelucrat prin debitare, finisat prin polisare și șlefuire                                                                             | Săpăligă confecționată din corn de Cervus elaphus, de culoare alb-gălbuie. Este realizată dintr-un segment de prăjină, atât partea distală cât și cea proximală fiind ascuțite și constituind părți active ale piesei. Tăișul părții distale este dispus în plan vertical, în timp ce tăișul părții proximale este dispus în plan orizontal. Aproximativ în partea centrală a piesei se află un orificiu de prindere în coadă, de formă rectangulară, cu dimensiunile de cca. 33 x 19 mm. | Muzeul Județean Teleorman, Alexandria                             | Cimec    |
|      | Manșon                                                         | Datare: 3/4 mil. V a.Chr. Descoperit: jud. Teleorman, com. Vitănești, Vitănești, Măgurice Material: corn, prelucrat prin debitare, finisat prin polisare și șlefuire                                                                             | | Muzeul Județean Teleorman, Alexandria                             | Cimec    |
|      | Săpăligă                                                       | Datare: 3/4 mil. V a.Chr. Descoperit: jud. Teleorman, com. Vitănești, Vitănești, Măgurice Material: corn, prelucrat prin debitare, finisat prin polisare și șlefuire                                                                             | Săpăligă confecționată din corn de Cervus elaphus, de culoare cafeniu-gălbuie. Este realizată dintr-un segment de prăjină, zona bazală fiind ascuțită și constituind partea activă a piesei. În treimea dinspre partea proximală se află un orificiu de prindere în coadă, de formă rectangulară, cu dimensiunile aproximative de 30 x 21 mm. | Muzeul Județean Teleorman, Alexandria                             | Cimec    |
|      | Obiect de os                                                   | Datare: 3/4 mil. V a.Chr. Descoperit: jud. Teleorman, com. Vitănești, Vitănești, Măgurice Material: os, prelucrat prin debitare, finisat prin polisare, șlefuire și lustruire                                                                    | Obiect confecționat din os, de culoare cenușiu-gălbui. Este de formă cilindrică, cu capetele conice, cu vârful ușor teșit. Pe toată lungimea sa prezintă incizii paralele, dispuse la intervale aproape regulate, ce conferă obiectului aspectul unui „șurub”. | Muzeul Județean Teleorman, Alexandria                             | Cimec    |
|      | Daltă                                                          | Datare: 4/4 mil. V a.Chr. Descoperit: jud. Teleorman, com. Vitănești, Vitănești, Măgurice Material: cupru, prelucrat prin turnare în tipar | Daltă confecționată din cupru, cu corpul dreptunghiular alungit, tăișul ușor arcuit, muchia dreaptă. Profilul longitudinal se subțiază spre ceafă, iar secțiunea transversală este rectangulară. | Muzeul Județean Teleorman, Alexandria                             | Cimec    |
|      | Pandantiv                                                      | Datare: 4/4 mil. V a.Chr. Descoperit: jud. Teleorman, com. Vitănești, Vitănești, Măgurice Material: lut modelat cu mâna și ars oxidant | Pandantiv modelat din lut, de culoare gălbui-cărămizie. Este în formă de calotă conică. Decorul, prezent pe întreaga suprafață exterioară, constă din mici incizii punctiforme. Excentric, se află dispuse două perforații. | Muzeul Județean Teleorman, Alexandria                             | Cimec    |
|      | Pandantiv                                                      | Datare: 4/4 mil. V a.Chr. Descoperit: jud. Teleorman, com. Vitănești, Vitănești, Măgurice Material: lut modelat cu mâna și ars oxidant | Pandantiv modelat din lut, de culoare cărămiziu-cenușie. Este în formă de calotă sferică. Decorul, prezent pe întreaga suprafață exterioară constă din serii de mici incizii, în formă de paranteză. Excentric, se află dispuse două perforații. | Muzeul Județean Teleorman, Alexandria                             | Cimec    |
|      | Pandantiv                                                      | Datare: 3/4 mil. V a.Chr. Descoperit: jud. Teleorman, com. Vitănești, Vitănești, Măgurice Material: lut modelat cu mâna și ars oxidant | Pandantiv modelat din lut, de culoare cărămiziu-gălbuie. Este în formă de calotă conică. Decorul, prezent pe întreaga suprafață exterioară, constă din împunsături circulare. Excentric, se află dispuse două perforații, una dintre ele penetrând parțial obiectul. | Muzeul Județean Teleorman, Alexandria                             | Cimec    |
|      | Cârlig de pescuit                                              | Datare: 4/4 mil. V a.Chr. Descoperit: jud. Teleorman, com. Vitănești, Vitănești, Măgurice Dimensiuni: L desfășurată: 61 mm Material: cupru, prelucrat prin batere                                                                                | Cârlig de undiță confecționat din cupru. Secțiunea tijei este ovală, ușor aplatizată. Vârful este ascuțit, iar capătul de prindere a firului se termină cu un inel deschis, obținut prin îndoirea părții proximale spre lateral. | Muzeul Județean Teleorman, Alexandria                             | Cimec    |
|      | Împungător                                                     | Datare: 3/4 mil. V a.Chr. Descoperit: jud. Teleorman, com. Vitănești, Vitănești, Măgurice Material: os, prelucrat prin debitare, finisat prin polisare, șlefuire și lustruire                                                                    | Împungător confecționat din os, de culoare crem-gălbuie. Are forma alungită, cu vârful bine ascuțit. Spre partea proximală prezintă o perforație dispusă excentric. Deasupra acesteia se găsesc câteva linii incizate, paralele, transversale. Întreaga piesă este puternic lustruită. | Muzeul Județean Teleorman, Alexandria                             | Cimec    |
|      | Împungător                                                     | Datare: 3/4 mil. V a.Chr. Descoperit: jud. Teleorman, com. Vitănești, Vitănești, Măgurice Material: os, prelucrat prin debitare, finisat prin polisare, șlefuire și lustruire                                                                    | Împungător confecționat din os, de culoare crem-gălbuie. Are forma alungită, cu vârful bine ascuțit. Spre partea proximală prezintă o perforație dispusă aproximativ central. Întreaga piesă este puternic lustruită. | Muzeul Județean Teleorman, Alexandria                             | Cimec    |
|      | Împungător                                                     | Datare: 3/4 mil. V a.Chr. Descoperit: jud. Teleorman, com. Vitănești, Vitănești, Măgurice Material: os, prelucrat prin debitare, finisat prin polisare, șlefuire și lustruire                                                                    | Împungător confecționat din os, de culoare crem-gălbuie. Are forma alungită, cu vârful bine ascuțit. Spre partea proximală prezintă o perforație dispusă central. Întreaga piesă este puternic lustruită. | Muzeul Județean Teleorman, Alexandria                             | Cimec    |
|      | Croșetă                                                        | Datare: 3/4 mil. V a.Chr. Descoperit: jud. Teleorman, com. Vitănești, Vitănești, Măgurice Material: corn, prelucrat prin debitare, finisat prin polisare, șlefuire și lustruire                                                                  | Igliță confecționată din cortex de corn (probabil Cervus), de culoare maroniu-gălbuie. Are forma alungită, curbă și aplatizată. Muchiile sunt rotunjite iar capetele prezintă vârfuri ușor ascuțite. La cca. o treime distanță de partea proximală se găsește un decupaj triunghiular. Tot spre partea proximală se află o perforație circulară. Piesa este ușor lustruită. | Muzeul Județean Teleorman, Alexandria                             | Cimec    |
|      | Obiect de os                                                   | Datare: 3/4 mil. V a.Chr. Descoperit: jud. Teleorman, com. Vitănești, Vitănești, Măgurice Material: os, prelucrat prin debitare, finisat prin polisare, șlefuire și lustruire                                                                    | Obiect confecționat din os, de culoare crem-gălbui. Este de formă cilindrică, cu un capăt conic, cu vârful teșit. Celălalt capăt este rupt din vechime. Pe toată lungimea sa prezintă incizii paralele, dispuse la intervale aproape regulate, ce conferă obiectului aspectul unui „șurub”. | Muzeul Județean Teleorman, Alexandria                             | Cimec    |
|      | Inel cu protomă                                                | Datare: 2/2 mil. VI a.Chr. Descoperit: jud. Teleorman, com. Măgura, Măgura, Buduiasca Material: os, prelucrat prin debitare, finisat prin polisare, șlefuire și lustruire                                                                        | Inel confecționat din os, de culoare brun-roșcată. În partea superioară a verigii se află reprezentată o siluetă antropomorfă schematizată, ce are redat, într-un mod sugestiv, trunchiul și capul. Partea inferioară a verigii este ruptă din vechime. Piesa prezintă urme de ardere și este lustruită. | Muzeul Județean Teleorman, Alexandria                             | Cimec    |
|      | Manșon                                                         | Datare: 3/4 mil. V a.Chr. Descoperit: jud. Teleorman, com. Vitănești, Vitănești, Măgurice Material: corn, prelucrat prin debitare, finisat prin polisare și șlefuire                                                                             | Manșon aflat în curs de prelucrare, confecționat din corn de Cervus elaphus, de culoare alb-cenușie. Este realizat dintr-un vârf de ramură, în zona distală fixându-se partea activă a piesei (perforația nu s-a realizat însă). Vârful propriu-zis al ramurei este, de fapt, partea proximală a piesei. Aproximativ în partea centrală se află un orificiu de prindere în coadă, de formă rectangulară, cu dimensiunile de 14 x 9 mm. | Muzeul Județean Teleorman, Alexandria                             | Cimec    |
|      | Săpăligă                                                       | Datare: 3/4 mil. V a.Chr. Descoperit: jud. Teleorman, com. Vitănești, Vitănești, Măgurice Material: corn, prelucrat prin debitare, finisat prin polisare și șlefuire                                                                             | Săpăligă confecționată din corn de Cervus elaphus, de culoare gălbui-maronie. Este realizată dintr-un segment de prăjină, zona bazală fiind ascuțită și constituind partea activă a piesei, cu vizibile urme de folosire. Aproximativ în partea centrală a piesei se află un orificiu de prindere în coadă, de formă rectangulară, cu dimensiunile de 26 x 23 mm. | Muzeul Județean Teleorman, Alexandria                             | Cimec    |
|      | Obiect de lut                                                  | Datare: 4/4 mil. VI a.Chr. Descoperit: jud. Teleorman, com. Măgura, Măgura, Buduiasca Material: lut modelat cu mâna și ars reducător, decorat cu incizii                                                                                         | Obiect confecționat din lut, de culoare cenușiu-maronie. Este de formă aproximativ cilindrică, ușor aplatizată și alungită într-unul dintre capete. Obiectul prezintă un decor realizat printr-o incizie superficială. Motivul decorativ este unul antropomorf, iar privit desfășurat, acesta pare a sugera două siluete umane. | Muzeul Județean Teleorman, Alexandria                             | Cimec    |
|      | Obiect de lut                                                  | Datare: 2/2 mil. VI a.Chr. Descoperit: jud. Teleorman, com. Măgura, Măgura, Buduiasca Material: lut modelat cu mâna și ars oxidant, decorat cu incizii                                                                                           | Obiect confecționat din lut, de culoare cenușiu-maronie. Este de formă aproximativ cilindrică, ușor aplatizată și alungită într-unul dintre capete. Obiectul prezintă un decor realizat printr-o incizie superficială. Motivul decorativ este unul antropomorf, iar privit desfășurat, acesta pare a sugera două siluete umane. | Muzeul Județean Teleorman, Alexandria                             | Cimec    |
|      | Ac cu protomă                                                  | Datare: 2/2 mil. VI a.Chr. Descoperit: jud. Teleorman, com. Măgura, Măgura, Buduiasca Material: os, prelucrat prin debitare, finisat prin polisare, șlefuire și lustruire                                                                        | Ac confecționat din os, de culoare crem-gălbui. Este de formă cilindrică, ușor aplatizată. Vârful (partea distală) este rupt din vechime. Partea proximală se termină cu o reprezentare ce sugerează o siluetă antropomorfă, schematizată. Întreaga piesă este puternic lustruită. | Muzeul Județean Teleorman, Alexandria                             | Cimec    |
|      | Patella de la Socetu                                           | Datare: 1/2 sec III p.Chr. Descoperit: jud. Teleorman, Stejaru, Socetu Material: lut cu degresanți; ardere reducătoare; incizare; modelare la roată                                                                                              | Fund, ușor concav, dintr-o farfurie lucrată la roată, din lut nisipos ce conține paiete de mică, ars reducător, de culoare cenușie, cu reflexe gălbui-castanii pe fața exterioară. Pe partea interioară, unde se află și inscripția latină pe cinci rânduri, în dreptul rândurilor 3 și 4, se păstrează puternice urme de fum ce acoperă și spărtura marginii. Inscripția a fost realizată în lutul moale, înainte de ardere. Literele au o înălțime cuprinsă între 11-14 mm. | Muzeul Municipal de Istorie „Petre Voievozeanu”, Roșiorii de Vede | Cimec    |
|      | Inel plurispiralic                                             | Datare: Sec. I a.Chr. Descoperit: jud. Teleorman, com. Măgura, Valea Vâlcului Dimensiuni: L desfășurată: 30,8 cm Material: argint, pelucrat prin turnare, trefilare și batere; decorat prin stanțare                                             | Inel plurispiralic din argint, compus din 4,5 spirale. Este realizat dintr-o bară cu secțiunea rotundă, care se aplatizează spre cele două extremități. Din bandă pornesc, spre fiecare dintre cele două capete, câte 5 palmete frunziforme obținute cu ajutorul a două stanțe – prima palmetă, dinspre tijă, este mai mică, celelalte patru sunt egale. Extremitățile reprezintă câte un cap de șarpe foarte stilizat, redat printr-o prismă. | Muzeul Județean Teleorman, Alexandria                             | Cimec    |
|      | Farfurie                                                       | Datare: Sec. XVI-începutul sec. XV Școală: Atelier sud-dunărean Material: lut cu degresanți, angobă, smalț; modelare la roată, ardere oxidantă, incizare                                                                                         | Farfuria este lucrată din pastă fină, bine arsă, acoperită până la buză cu o angobă alb-gălbuie în grosimea căreia este incizat decorul. Forma este puțin adâncă, pereții având pete succesive cafeniu-arămii. Tot câmpul central este acoperit cu reprezentarea realistă a unei păsări în poziție heraldică, cu capul în profil întors spre stânga și corpul frontal, cu aripile deschise. Penajul este redat prin linii incizate, rectilinii și curbe și împunsături. Împrejur este înconjurată de o acoladă formată din cârlige spiralice, cu o întrerupere în partea de jos. | Muzeul Județean Teleorman, Alexandria                             | Cimec    |
|      | Vas antropomorf feminin cu brațe tuburi                        | Datare: 2/2 mil. 5 a.Chr. Descoperit: jud. Teleorman, com. Siliștea, La Lilieci Material: lut modelat cu mâna și ars oxidant | Vas antropomorf feminin, de culoare alb-crem, cu corpul bombat, cu brațe lungi, orientate oblic în sus. Capul, oval, are nasul redat în relief, urechile perforate (rupte din vechime), ochii lenticulari incizații și gura marcată prin cinci găurele. Sânii (cel drept rupt din vechime) sunt redați prin proeminențe conice. Decorul, geometric, este realizat din linii incizate incrustate cu o pastă de culoare alb-crem. La gât este redată o bandă de linii în zig-zag iar pe piept două linii paralele, terminate în unghi, cu o spirală la interior. Pe pântec se află un romb cu câteva incizii la interior. De pe laturile inferioare ale rombului pleacă oblic, spre părțile laterale, șiruri de linii incizate. Acest decor este mărginit de două benzi de incizii verticale, benzi aflate atât pe părțile laterale cât și pe spatele piesei. Spațiile dintre aceste benzi au fost lustruite. În zona cefei este incizat un semicerc.                                                                                 | Muzeul Județean Teleorman, Alexandria                             | Cimec    |
|      | Statuetă antropomorfă feminină cu partea inferioară tronconică | Datare: 2/2 mil. 5 a.Chr. Descoperit: jud. Teleorman, com. Siliștea, La Lilieci Material: lut modelat cu mâna și ars oxidant | Statuetă antropomorfă feminină de culoare cărămizie, cu capul relativ triunghiular, cu nasul ușor reliefat, ochii redați prin două linii incizate, gura printr-o linie incizată, dublată în partea inferioară de trei găurele, urechile perforate. Brațele, întinse lateral, sunt perforate (brațul drept este rupt din vechime). Sânii sunt figurați prin două mici proeminențe semisferice. Partea inferioară, goală la interior, are pântecul bombat. Decorul, complex, este format din elemente geometrice și linii incizate. La gât este redată o bandă de linii oblice iar între sâni un pentagon, dispus cu vârful în jos, cu două linii paralele la interior. În prelungirea lui, pe pântec, se găsesc un romb și un triunghi. De sub sâni pornesc spre părțile laterale linii oblice, paralele. Partea dorsală are un decor asemănător, compus din romburi, triunghiuri, semicercuri și linii oblice, paralele. | Muzeul Județean Teleorman, Alexandria                             | Cimec    |
|      | Capac                                                          | Datare: 2/2 mil. 5 a.Chr. Descoperit: jud. Teleorman, com. Orbeasca Material: lut modelat cu mâna și ars oxidant | Capac prosopomorf, de culoare cenușiu-cărămizie, în formă de calotă sferică, ușor alungită, cu urechile reprezentate prin doi lobi laterali, fiecare cu câte patru perforații. Nasul este redat în relief, la fel fiind realizate și arcadele. Sub acestea sunt figurați ochii, prin două proeminențe alungite. Gura este crestată, subliniată de un șir de cinci găurele. | Muzeul Județean Teleorman, Alexandria                             | Cimec    |
|      | Statuetă antropomorfă                                          | Datare: 3/4 mil. 5 a.Chr. Descoperit: jud. Teleorman, com. Ciolănești, Măgura Țui Material: lut modelat cu mâna și ars oxidant | Statuetă antropomorfă, de culoare roșiatică, cu corpul relativ tronconic, ușor bombat. Capul, modelat simplu, are o formă prismatică, cu câte o perforație în părțile laterale, în dreptul lobilor urechilor. Nu are redate alte detalii anatomice ale feței. | Muzeul Județean Teleorman, Alexandria                             | Cimec    |
|      | Statuetă zoomorfă - broască țestoasă                           | Datare: 4/4 mil. 5 a.Chr. Descoperit: jud. Teleorman, com. Vitănești, Vitănești, Măgurice Material: lut modelat cu mâna și ars oxidant | Statuetă de culoare crem-gălbuie, ce reprezintă o broască țestoasă. Corpul este de formă prismatică, capul modelat realist, are ochii redați prin două puncte incizate și gura printr-o linie crestată. Carapacea este delimitată de restul corpului printr-o linie continuă, incizată. Cele patru picioare și coada sunt realizate prin mici proeminențe conice (piciorul stâng anterior și picioarele posterioare sunt rupte din vechime). | Muzeul Județean Teleorman, Alexandria                             | Cimec    |
|      | Vase comunicante                                               | Datare: 4/4 mil. 5 a.Chr. Descoperit: jud. Teleorman, com. Vitănești, Vitănești, Măgurice Dimensiuni: Diametre tuburi 33x24 mm Material: lut modelat cu mâna și ars oxidant                                                                      | Vas de culoare cărămiziu-gălbuie, compus dintr-un ansamblu de trei vase comunicante. Vasele sunt de formă bitronconică și sunt legate între ele prin trei tuburi comunicante, de secțiune aproape ovală. Sunt dispuse la distanțe aproximativ egale unul față de celălalt, întreg ansamblul putând fi înscris într-un triunghi echilateral. Fiecare tub este decorat cu patru sau cinci linii incizate, paralele, dispuse transversal. Cele trei vase păstrează în zona de diametru maxim urmele unui decor geometric, șiruri de triunghiuri (dinți de lup), realizat prin lustruire. | Muzeul Județean Teleorman, Alexandria                             | Cimec    |
|      | Statuetă antropomorfă                                          | Datare: 3/4 mil. 5 a.Chr. Descoperit: jud. Teleorman, com. Vitănești, Vitănești, Măgurice Material: lut modelat cu mâna și ars reducător | Statuetă antropomorfă feminină de culoare cenușiu-deschisă. Capul de formă romboidală este modelat schematic, nasul reliefat (rupt din vechime), gura reprezentată printr-un șir de patru găurele și lobii urechilor cu câte trei orificii (urechea stângă parțial ruptă). Fața este lustruită, ochii nu sunt figurați. Corpul este masiv, cu brațele întinse lateral (brațul drept rupt din vechime), fiecare având reprezentate câte patru degete. Sânii sunt realizați din câte două proeminențe tronconice. Abdomenul este bombat (deteriorat parțial). Șoldurile și fesele sunt puternic accentuate. Picioarele sunt modelate separat (gamba stângă și labele ambelor picioare rupte din vechime). Decorul, incizat, este foarte complex și constă dintr-o serie de combinații de linii, cercuri concentrice, spirale și triunghiuri. | Muzeul Județean Teleorman, Alexandria                             | Cimec    |
|      | Statuetă antropomorfă                                          | Datare: 3/4 mil. 5 a.Chr. Descoperit: jud. Teleorman, com. Vitănești, Vitănești, Măgurice Material: lut modelat cu mâna și ars reducător | Statuetă antropomorfă feminină de culoare brun-cenușie. Capul de formă prismatică este modelat schematic, cu nasul reliefat (rupt din vechime), gura reprezentată printr-un șir de trei găurele și lobii urechilor cu câte trei orificii (urechea stângă ruptă, cea dreaptă parțial ruptă). Ochii sunt figurați prin incizii triunghiulare alungite. Corpul este masiv, cu brațele întinse lateral (brațul stâng parțial rupt), fiecare având câte o perforație la capăt. Sânii sunt realizați din câte două mici proeminențe. Șoldurile și fesele sunt puternic accentuate. Picioarele sunt modelate separat, labele având figurate degetele. Decorul, adânc incizat, este foarte complex și constă dintr-o serie de combinații de linii, spirale și triunghiuri. | Muzeul Județean Teleorman, Alexandria                             | Cimec    |
|      | Statuetă antropomorfă                                          | Datare: 2/2 mil. 5 a.Chr. Descoperit: jud. Teleorman, com. Siliștea, Siliștea, La Lilieci Material: os, prelucrat prin debitare, finisat prin polisare, șlefuire și lustruire                                                                    | Statuetă antropomorfă feminină, plată, confecționată din os, de culoare brun-cenușie. Capul, de formă rotundă, prezintă câte trei perforații laterale, la lobii urechilor. Ochii sunt redați prin două puncte incizate. Gura este redată prin trei puncte incizate. Corpul este romboidal, alungit, iar două perforații laterale sugerează brațele. Obilicul este redat printr-un punct incizat. Picioarele, ușor diferențiate, sunt delimitate printr-o linie puternic incizată. Tot prin linii incizate este redat și triunghiul sexual, sub care sunt figurate două șiruri paralele, fiecare cu câte șase puncte incizate. Un alt șir de patru puncte incizate se regăsește în zona genunchilor. Alte două puncte incizate se află pe partea dorsală, în zona feselor. | Muzeul Județean Teleorman, Alexandria                             | Cimec    |
|      | Statuetă antropomorfă                                          | Datare: 3/4 mil. 5 a.Chr. Descoperit: jud. Teleorman, com. Vitănești, Vitănești, Măgurice Material: os, prelucrat prin debitare, finisat prin polisare, șlefuire și lustruire                                                                    | Statuetă antropomorfă feminină, plată, confecționată din os, de culoare gălbui-cenușie. Capul, de formă pentagonală, prezintă câte trei perforații laterale, la lobii urechilor. Ochii sunt redați prin două puncte incizate. Gura este redată prin trei puncte incizate. Corpul este romboidal iar două perforații laterale sugerează brațele. Sânii și obilicul sunt redați, de asemenea, prin puncte incizate. Picioarele, nediferențiate, sunt figurate printr-o linie incizată. Tot prin linii incizate este redat și triunghiul sexual, sub care sunt figurate două șiruri paralele, fiecare cu câte șase puncte incizate. Un alt șir de cinci puncte incizate se regăsește pe abdomen. Și în zona genunchilor se găsesc două șiruri paralele de șase, respectiv cinci, puncte incizate. Alte două puncte incizate se află pe partea dorsală, în zona taliei. | Muzeul Județean Teleorman, Alexandria                             | Cimec    |
|      | Statuetă antropomorfă                                          | Datare: 4/4 mil. 5 a.Chr. Descoperit: jud. Teleorman, com. Vitănești, Vitănești, Măgurice Material: os, prelucrat prin debitare, finisat prin polisare, șlefuire și lustruire                                                                    | Statuetă antropomorfă feminină, plată, confecționată din os, de culoare alb-cenușie. Capul, de formă hexagonală, prezintă câte trei (stânga), respectiv patru (dreapta), perforații laterale, la lobii urechilor. Ochii sunt redați prin două puncte incizate. Gura este redată printr-o linie, subliniată de trei puncte incizate. Corpul este hexagonal iar două perforații laterale sugerează brațele. Sânii și obilicul sunt redați, de asemenea, prin puncte incizate. Pe gât se află un alt punct incizat. Picioarele, nediferențiate, sunt figurate printr-o linie incizată. Tot prin linii incizate este redat și triunghiul sexual, sub care este figurat un șir cu zece puncte incizate. În zona genunchilor se găsesc două șiruri paralele de șase puncte incizate. Alte două puncte incizate se află în partea inferioară a picioarelor. Două puncte incizate se află pe partea dorsală, în zona taliei. Sub ele se găsește o linie transversală, incizată. O altă linie longitudinală, incizată, sugerează picioarele. | Muzeul Județean Teleorman, Alexandria                             | Cimec    |
|      | Statuetă antropomorfă                                          | Datare: 3/4 mil. 5 a.Chr. Descoperit: jud. Teleorman, com. Vitănești, Vitănești, Măgurice Material: os, prelucrat prin debitare, finisat prin polisare, șlefuire și lustruire                                                                    | Statuetă antropomorfă feminină, plată, confecționată din os, de culoare cenușiu-gălbuie. Capul, de formă aproximativ pentagonală, prezintă câte două perforații laterale, la lobii urechilor. Ochii sunt redați prin două puncte incizate. Gura este redată prin trei puncte incizate. Corpul este romboidal, alungit, cu două perforații laterale sugerează brațele. Obilicul este redat tot printr-un punct incizat. Picioarele sunt diferențiate. Prin linii incizate este redat și triunghiul sexual, sub care este figurat un șir alcătuit din nouă puncte incizate. Alte două șiruri paralele, de câte patru puncte incizate se găsesc în zona genunchilor. Pe partea dorsală, sub talie, se găsesc alte două puncte incizate. | Muzeul Județean Teleorman, Alexandria                             | Cimec    |
|      | Statuetă antropomorfă                                          | Datare: 3/4 mil. 5 a.Chr. Descoperit: jud. Teleorman, com. Vitănești, Vitănești, Măgurice Material: os, prelucrat prin debitare, finisat prin polisare, șlefuire și lustruire                                                                    | Statuetă antropomorfă feminină, plată, confecționată din os, de culoare cenușiu-gălbuie. Capul, de formă aproximativ rotundă, prezintă câte trei perforații laterale, la lobii urechilor. Ochii sunt redați prin două puncte incizate. Gura este redată printr-o linie subliniată de trei puncte incizate. Corpul este aproximativ triunghiular, cu două perforații laterale în dreptul brațelor. O linie incizată sugerează picioarele. Prin linii incizate este redat triunghiul sexual, sub care sunt figurate două șiruri alcătuite din câte patru puncte incizate. Pe abdomen se găsesc două linii paralele, incizate. Alte două șiruri paralele, de câte patru puncte incizate se găsesc în zona genunchilor. Alte două puncte incizate sunt figurate în partea inferioară a picioarelor. Două puncte incizate se află pe partea dorsală, în zona taliei. Sub ele se găsește o linie transversală, incizată. | Muzeul Județean Teleorman, Alexandria                             | Cimec    |
|      | Ac                                                             | Datare: 2/2 mil. 6 a.Chr. Descoperit: jud. Teleorman, com. Măgura, Măgura, Buduiasca Material: os, prelucrat prin debitare, finisat prin polisare, șlefuire și lustruire                                                                         | Ac de os de culoare crem-gălbuie. Partea activă de formă cilindrică, cu vârful conic, este separată de corp prin două discuri. Corpul este alcătuit din două protuberanțe elipsoidale, despărțite tot de două discuri. Partea proximală se termină cu alte trei discuri asemănătoare. | Muzeul Județean Teleorman, Alexandria                             | Cimec    |
|      | Topor-ciocan                                                   | Datare: 3/4 mil. 5 a.Chr. Descoperit: jud. Teleorman, com. Ciolănești, Ciolăneștii din Deal, Măgura Țui Dimensiuni: Dorificiu înmănușare: 24 mm Material: cupru, prelucrat prin turnare în tipar                                                 | Topor-ciocan confecționat din cupru, prevăzut cu orificiu de înmănușare aproximativ circular. Corpul este arcuit, cu secțiunea transversală rectangulară. Tăișul este ușor evazat, ascuțit, cu urme slabe de folosire. Ceafa, ușor curbată, este de secțiune rectangulară și prezintă, la rândul ei, urme de folosire. | Muzeul Județean Teleorman, Alexandria                             | Cimec    |
|      | Urnă funerară                                                  | Datare: sec. XIV-XIII a.Chr. Descoperit: jud. TELEORMAN, ZIMNICEA, Câmpul morților Material: lut modelat cu mâna și ars reducător, lustruit, decorat cu incizii realizate prin împunsături succesive sau linii continue, încrustat cu pastă albă | Vas modelat la mână, din lut cu cioburi pisate folosite ca degresant, cu slip gri-maroniu, lustruit, cu fund inelar, pântece accentuat, cu trei protuberanțe, joncțiunea gâtului marcată și toartă supraînălțată. Decorul este bogat, realizat prin succesiuni de împunsături simple și este reprezentat de linii în zig-zag, linii verticale și linii orizontale, ghirlande. Pe gât se găsește o bandă realizată dintr-o serie de incizii scurte, paralele, în formă de paranteză. Proeminențele de pe pântece sunt marcate prin câte 3-4 cercuri concentrice. O serie de alte opt cercuri se găsesc pe zona de diametru maxim. Toarta este decorată la exterior cu o bandă verticală de împunsături și două linii orizontale ce marchează înălțimea maximă a acesteia. Partea toartei dinspre interiorul vasului are marcată o bandă orizontală de împunsături și un semn în formă de ancoră. Inelul de fund, este decorat, la rândul său, cu o bandă realizată din incizii semicirculare.                                        | Muzeul Județean Teleorman, Alexandria                             | Cimec    |

## Fond
| Foto | Informații generale                           | Detalii tehnice | Descriere | Deținător                             | Legături |
| ---- | --------------------------------------------- | --- | --- | ------------------------------------- | -------- |
|      | Aplică de argint                              | Școală: Atelier transilvănean Descoperit: jud. TELEORMAN, com. MĂGURA, GURUIENI Material: argint turnat în tipar | Aplica, prelucrată din argint cu un titlu sub 750 ‰ prin tehnica turnării în tipar, este în formă de rozetă cu șase petale ovale situate în jurul unui șaton înalt, de asemenea oval. Patru dintre petale au în centru câte un șaton mic, rotund, două dintre ele au în mijloc câte o rozetă în relief, ca o cupolă, cu patru și respectiv șase petale, în jurul cărora sunt dispuse nervuri subțiri. La baza fiecărei petale se află câte un orificiu circular pentru baterea nitului, iar în vârful ei și între petale se află globule. Pe margini are o nervură chenar obținută din turnare. Materialul rămas din canalul de scurgere al tiparului nu a fost îndepărtat. Șatoanele goale lasă impresia că ar fi trebuit să conțină câte o piatră. Aplica face parte din inventarul cimitirului descoperit în anul 1964, dar a fost recuperată de Muzeul Județean Teleorman în anul 1969. | Muzeul Județean Teleorman, Alexandria | Cimec    |
|      | Cercel de tâmplă                              | Școală: Atelier local de tradiție bizantină Descoperit: jud. TELEORMAN, com. MĂGURA, GURUIENI Dimensiuni: DM mărgică: 9,3 mm Material: bronz; ștanțare | Cercel de tâmplă format dintr-o verigă metalică simplă, îndoită, peste care este înfășurat la un capăt un fir de sârmă subțire. Pe aceasta era prinsă o mărgică metalică sferică, formată din două emisfere simple, nedecorate, unite la mijloc, din care una lipsește. Veriga are un capăt îngroșat și aplatizat pe latura exterioară. Cercelul face parte din inventarul cimitirului descoperit în anul 1964, dar a fost recuperat de Muzeul Județean Teleorman în anul 1969. Cercei asemănători, datați în sec. XIV și începutul sec. XV au fost descoperiți la Păcuiul lui Soare, Târgșor etc. | Muzeul Județean Teleorman, Alexandria | Cimec    |
|      | Nasture                                       | Școală: Atelier local Descoperit: jud. TELEORMAN, com. MĂGURA, GURUIENI Material: foaie de argint ștanțată la rece și sudată | Nasture de argint de mici dimensiuni, de formă sferică. Este format din două emisfere sudate între ele. Emisfera superioară este turtită la pol, de emisfera inferioară este sudată o urechiușă înaltă din sârmă subțire, pentru prinderea de haină. | Muzeul Județean Teleorman, Alexandria | Cimec    |
|      | Inel sigilar                                  | Școală: Atelier local Descoperit: jud. TELEORMAN, com. MĂGURA, GURUIENI Dimensiuni: Dint. verigă: 19,3 mm Material: argint, turnat, gravat, sudat | Inel sigilar din argint cu veriga în formă de bandă, cu două nervuri laterale și urme de aurire. Pe plăcuța discoidală circulară, sudată de verigă, se află pecetea cu motive geometrice. Motivul central este constituit din patru semicercuri convergente două câte două, separate de o linie dreapta verticală, întreruptă de un punct, linie ale cărei capete exterioare sunt încadrate de patru mănunchiuri de linii scurte, simetrice. Medalionul central este încadrată de trei cercuri concentrice realizate din șiruri de incizii, care ocupă mai mult de jumătate din suprafața plăcuței. O piesă identică provine de la Balta Verde-Gogoșu, datat cu monedă de la Alexandru cel Bun (SCIV, 1-2, 1953, p. 361, fig. 26/4). | Muzeul Județean Teleorman, Alexandria | Cimec    |
|      | Inel sigilar                                  | Școală: Atelier local Descoperit: jud. TELEORMAN, com. MĂGURA, GURUIENI Dimensiuni: Dext. verigă: 21,2 mm; Dint. verigă: 17,9 mm Material: argint, turnat, gravat | Inelul sigilar din argint are veriga circulară în secțiune, cu capetele aplatizate în punctele de sudură cu montura. Plăcuța în formă de disc circular are gravată, în negativ, pecetea cu o imagine sigilografică incertă. Datorită schematismului nu poate fi identificată natura vegetală sau animală a reprezentării, încadrată într-un cerc de linii incizate. Un inel asemănător descoperit la Verbicioara este datat 2/2 sec. XIV (SCIV, I, 1, 1951, p.244, fig. 13). | Muzeul Județean Teleorman, Alexandria | Cimec    |
|      | Inel sigilar                                  | Școală: Atelier local Descoperit: jud. TELEORMAN, com. MĂGURA, GURUIENI Dimensiuni: Dext. verigă: 21,9 mm; Dint. verigă: 19,4 mm Material: argint, turnat, gravat | Inel sigilar din argint cu veriga semicirculară în secțiune și subțiată din uzură. În punctele de sudură cu plăcuța capetele verigii sunt aplatizate și lățite. Pecetea ovală este ornată cu motive vegetale stilizate și geometrice. În centru, inclusă într-un cerc hașurat cu incizii fine, se află o rozetă stea cu opt colțuri. Motivul central este încadrat de o bandă cu două serii de câte trei vrejuri dințate cu frunze stilizate, despărțite de o linie fină șerpuită (meandru simetric). Tot medalionul este încadrat de o linie marginală subțire. Un inel identic a fost descoperit în cimitirul de la termele Drobetei (BCMI, XXX, fasc. 94, 1937, p. 774, fig. 2/1). | Muzeul Județean Teleorman, Alexandria | Cimec    |
|      | Inel sigilar                                  | Școală: Atelier local Descoperit: jud. TELEORMAN, com. MĂGURA, GURUIENI Dimensiuni: Dext. verigă: 24,1 mm; Dint. verigă: 19,9 mm Material: argint aurit, turnat, gravat | Inel sigilar din argint aurit de tip heraldic, cu veriga circulară în secțiune, sudată în două puncte de montura lucrată dintr-o plăcuță în formă de disc circular pe care este gravată, în negativ, pecetea cu motiv zoomorf. Aceasta prezintă imaginea frontală a unui cap de bour cu coarnele în formă de liră. Între coarne este gravată o stea cu șase raze iar în jurul botului, până la urechi, sunt câte două ramuri cu frunze pe fiecare parte. Motivul central este încadrat de două cercuri concentrice realizate din incizii minuscule. Analogie în cimitirul de la termele Drubetei (Turnu Severin), în BCMI, XXX, fasc. 94, 1937, p. 779, fig 2/12. | Muzeul Județean Teleorman, Alexandria | Cimec    |
|      | Inel sigilar                                  | Școală: Atelier local Descoperit: jud. TELEORMAN, com. MĂGURA, GURUIENI Dimensiuni: Dext. verigă: 22,7 mm; Dint. verigă: 20,1 mm Material: argint, turnat, gravat | Inel sigilar din argint cu decor heraldic. Are veriga semicirculară în secțiune, uzată și ușor deformată și două puncte de sudură cu montura. Pecetea, în formă discoidală înfățișază, gravat în negativ, un motiv ornitomorf. Pasărea este prezentată schematic în profil, în zbor, cu o aripă deschisă. Ea este încadrată într-un cerc de incizii mici circulare, inegale. Analogie în cimitirul de la termele Drubetei (Turnu Severin), în BCMI, XXX, fasc. 94, 1937, p. 779, fig 2/2. | Muzeul Județean Teleorman, Alexandria | Cimec    |
|      | Inel                                          | Școală: Atelier local Descoperit: jud. TELEORMAN, com. MĂGURA, GURUIENI Dimensiuni: Dext. verigă: 23,7 mm; Dint. verigă: 18,8 mm Material: argint, ștanțat, sudat | Inel din argint cu veriga circulară în secțiune și subțiată din uzură și decorat cu o perlă metalică semisferică montată prin sudură. Perla nu este decorată și denotă neglijență în executarea inelului. | Muzeul Județean Teleorman, Alexandria | Cimec    |
|      | Inel sigilar                                  | Școală: Atelier local Descoperit: jud. TELEORMAN, com. MĂGURA, GURUIENI Dimensiuni: Dext. verigă: 22,7 mm; Dint. verigă: 19,4 mm Material: argint, turnat, gravat | Inelul sigilar din argint cu decor heraldic are veriga circulară în secțiune, sudată în două puncte de montură. Aceasta este lucrată dintr-o plăcuță în formă de disc circular pe care este gravată, în negativ, pecetea cu motiv ornitomorf. Pasărea stilizată, un “zgripțor”, este prezentată din profil, cu cu capul spre spate și aripile deschise. În jurul ei este un ancadrament în formă de cerc, executat din mici incizii. | Muzeul Județean Teleorman, Alexandria | Cimec    |
|      | Inel sigilar                                  | Școală: Atelier local Descoperit: jud. TELEORMAN, com. MĂGURA, GURUIENI Dimensiuni: Dext. verigă: 23,2 mm; Dint. verigă: 19,6 mm Material: argint, turnat, sudat | Inel sigilar de argint cu motiv geometric. Veriga este realizată din sârmă mai groasă, torsionată, cu capetele aplatizate în punctele de sudură cu plăcuța-pecete. Aceasta este de formă romboidală, gravată cu un semn simplu, cruciform. | Muzeul Județean Teleorman, Alexandria | Cimec    |
|      | Inel sigilar                                  | Școală: Atelier local Descoperit: jud. TELEORMAN, com. MĂGURA, GURUIENI Dimensiuni: D verigă: 3,50 mm Material: argint, turnat, gravat | Inelul sigilar din argint cu motiv heraldic are veriga formată din trei fire de sârmă torsionate și probabil împletite. În punctele de sudură cu montura capetele verigii erau prinse în câte un manșon din tablă de argint. Plăcuța în formă de disc circular are gravată, în negativ, pecetea cu motiv ornitomorf. Pasărea stilizată, cu coada înfoiată și o aripă deschisă, are capul și ciocul supradimensionate. Desupra păsării o rozetă cu patru petale este încadrată pe trei laturi de un semn în forma literei E răsturnate. | Muzeul Județean Teleorman, Alexandria | Cimec    |
|      | Cercel                                        | Datare: mijlocul sec. XIX Școală: Atelier local Descoperit: jud. Teleorman, com. TRIVALEA-MOȘTENI, DEPARAȚI Material: aur; batere; turnare; filigranare | Cercelul, de tip pandantiv, este alcătuit din două sfere din tablă de aur, de dimensiuni diferite (cea mare în partea inferioară, cea mică în partea superioară), goale în interior și decorate cu un fir subțire de filigran lipit în poziția meridianelor. Între acestea se află un element de legătură în formă de liră, prins de sfere cu două anouri diferite, profilat către sfera mai mare și semicircular spre cea mică. Toarta, este reprezentată de o sârmă subțire lipită și îndoită către partea posterioară. | Muzeul Județean Teleorman, Alexandria | Cimec    |
|      | Cercel                                        | Datare: mijlocul sec. XIX Școală: Atelier local Descoperit: jud. Teleorman, com. TRIVALEA-MOȘTENI, DEPARAȚI Material: aur; batere; turnare; filigranare | Cercelul, de tip pandantiv, este alcătuit din două sfere din tablă de aur, de dimensiuni diferite (cea mare în partea inferioară, cea mică în partea superioară), goale în interior și decorate cu un fir subțire de filigran lipit în poziția meridianelor. Între acestea se află un element de legătură în formă de liră, prins de sfere cu două anouri diferite, profilat către sfera mai mare și semicircular spre cea mică. Toarta este reprezentată de o sârmă subțire lipită și îndoită către partea posterioară. O parte din toartă lipsește. | Muzeul Județean Teleorman, Alexandria | Cimec    |
|      | Broșă                                         | Datare: mijlocul sec. XIX Școală: Atelier local Descoperit: jud. Teleorman, com. TRIVALEA-MOȘTENI, DEPARAȚI Material: aur; sticlă; batere; gravare; emailare | Broșa are forma unei frunze cu limbul oval și ondulat. Marginile limbului sunt decorate cu un motiv vegetal format din ghirlande de flori și frunze gravate și colorate cu email albastru și alb. Nervura principală este reprezentată de un șir de patru pietre din sticlă verde fațetată, cu dimensiuni descrescătoare, prinse în montură metalică. Acul de fixare lipsește. | Muzeul Județean Teleorman, Alexandria | Cimec    |
|      | Colier cu pandantive                          | Datare: mijlocul sec. XIX Școală: Atelier local Descoperit: jud. Teleorman, com. TRIVALEA-MOȘTENI, DEPARAȚI Material: aur; batere; turnare; filigranare | Colierul este alcătuit din lănțișorul circular în secțiune, format din împletirea unor fire de aur foarte subțiri, cu sistemul de prindere alcătuit dintr-un tub subțire la o extremitate și o sârmă îndoită, cu un capăt răsucit ca un arc, la cealaltă extremitate. Pe acesta au fost prinse, cu câte 5 anouri de dimensiuni și grosimi diferite, 6 pandantive circulare, în formă de inel, decorate pe margine cu un fir foarte subțire de filigran, cu miezul gol, în care, de câte un pandeloc în formă de stea și printr-o o tijă subțire, era prinsă, cel mai probabil, o perlă, între timp dispărută. Întrucât de fiecare pandantiv este lipit în partea inferioară câte un anou, se poate considera că de acesta mai atârna câte o piesă, azi dispărute în totalitate. | Muzeul Județean Teleorman, Alexandria | Cimec    |
|      | Castron                                       | Datare: 2/2 sec. XVII Descoperit: jud. Teleorman, com. PLOPII-SLĂVITEȘTI, DUDU, Mănăstirea Plăviceni Material: vas lucrat din lut cu degresanți (nisip, praf de mică și mici incluziuni de calcar), modelat la roata rapidă, ars oxidant, decorat cu sgrafitto și smalț                         | Castronul ceramic este lucrat din pastă relativ fină, roșie-cărămizie, obținută prin ardere oxidantă, cu aspect bitronconic, buza fiind orizontală, cu marginea ușor îngroșată. Baza este plată, cu marginea profilată semicircular. Pe fondul cafeniu roșcat, decorul concentric este reprezentat de două benzi de linii incizate situate una în partea inferioară, spre fund, cealaltă în partea superioară a pereților, segmentate simetric de patru linii verticale. Atât frizele, cât și liniile verticale au fost marcate de o culoare deschisă. Medalionul central are o formă convexă și este dublat de o nervură. În exterior, pe buză are o bandă îngustă de smalț brun și prezintă urme de ardere secundară prin folosință. | Muzeul Județean Teleorman, Alexandria | Cimec    |
|      | Ulcică                                        | Datare: 2/2 sec. XVII Școală: Atelier local Descoperit: jud. Teleorman, com. PLOPII-SLĂVITEȘTI, DUDU, Mănăstirea Plăviceni Material: vas lucrat din lut cu degresanți (nisip, praf de mică și mici incluziuni de calcar), modelat la roata rapidă, ars oxidant, decorat cu angobă albă și roșie | Ulcica, de mici dimensiuni, este lucrată la roata rapidă, din pastă fină, cu un scăzut conținut de mică, arsă oxidant, de culoare cărămiziu-roșcată. Corpul sferic are grosimea pereților inegală, fiind mai mare spre fund și către gură și mai subțire în dreptul pereților. Baza de sprijin plată prezintă și un picior ușor înălțat, diametrul fundului fiind mai mic decât al gurii. Toarta este în formă de bandă, ovală în secțiune, fixată cu un capăt imediat sub muchia buzei, celălalt capăt fiind aplicat pe corp, în zona diametrului maxim. Vasul are gâtul marcat de un șanț în punctul de întâlnire cu pereții, buza este înaltă și evazată spre exterior, cu marginea puțin răsfrântă în afară. Gâtul și buza sunt decorate cu benzi de linii drepte orizontale, inegale ca lățime, vopsite cu angobă albă. Partea inferioară a vasului, până la umeri, este pictată cu angobă roșie. Piesa este întreagă. | Muzeul Județean Teleorman, Alexandria | Cimec    |
|      | Oală cu toartă                                | Datare: sec. XVII Școală: Atelier local Descoperit: jud. Teleorman, com. PLOPII-SLĂVITEȘTI, DUDU, Mănăstirea Plăviceni Material: vas lucrat din lut cu degresanți (nisip, praf de mică și mici incluziuni de calcar), modelat la roata rapidă, ars oxidant, decorat cu angobă albă              | Oala, de dimensiuni medii, este lucrată la roata rapidă, din pastă fină, cu un ridicat conținut de mică, arsă oxidant, de culoare cărămiziu-roșcată. Corpul sferic are grosimea pereților inegală, fiind mai mare spre fund și către gură și mai subțire în dreptul pereților. Baza de sprijin este plată, cu diametrul fundului mai mic decât al gurii. Toarta este în formă de bandă, ovală în secțiune, fixată cu un capăt de muchia buzei, celălalt capăt fiind aplicat pe corp, în zona diametrului maxim. Vasul are gâtul marcat de un șanț în punctul de întâlnire cu pereții, profilul buzei scunde și evazate spre exterior, formând o linie dreaptă cu marginea egală, întreruptă de o nervură orizontală pe centru. Gâtul este decorat cu benzi de linii drepte orizontale, inegale ca lățime, vopsite cu angobă albă. Vasul prezintă urme de ardere secundară. | Muzeul Județean Teleorman, Alexandria | Cimec    |
|      | Ulcică                                        | Datare: sec. XVIII Școală: Atelier local Descoperit: jud. Teleorman, com. PLOPII-SLĂVITEȘTI, DUDU, Mănăstirea Plăviceni Material: vas lucrat din lut cu degresanți (nisip, praf de mică și mici incluziuni de calcar), modelat la roata rapidă, ars oxidant, decorat cu angobă albă și smalț    | Ulcica este lucrată la roata rapidă, din pastă fină, cu un scăzut conținut de mică, arsă oxidant, de culoare cărămiziu-gălbuie. Corpul ovoidal are grosimea pereților inegală, fiind mai mare spre fund și către gură și mai subțire în dreptul pereților. Baza de sprijin este ușor profilată în formă de inel, cu diametrul fundului mai mic decât al gurii. Toarta este în formă de bandă, ovală în secțiune, fixată cu un capăt la nivelul muchiei buzei, celălalt capăt fiind prins pe corp, în zona diametrului maxim. Vasul nu are gâtul demarcat de pereți, buza scurtă este bine evazată spre exterior, cu marginea răsfrântă în afară, șanțul din mijlocul ei conferindu-i un profil în forma literei S. Partea superioară a recipientului, reprezentând cam 2/3 din înălțime, este acoperită cu angobă albă, peste care s-a pictat, cu smalț verde-oliv închis, marginea buzei, o bandă pe toartă și două pastile pe umeri. Imediat deasupra diametrului maxim este aplicat un brâu de crestături verticale, practicat cu rotița. | Muzeul Județean Teleorman, Alexandria | Cimec    |
|      | Ulcică                                        | Datare: sec. XVIII Școală: Atelier local Descoperit: jud. Teleorman, com. PLOPII-SLĂVITEȘTI, DUDU, Mănăstirea Plăviceni Material: vas lucrat din lut cu degresanți (nisip, praf de mică și mici incluziuni de calcar), modelat la roata rapidă, ars oxidant, decorat cu angobă albă și smalț    | Ulcica este lucrată la roata rapidă, din pastă fină, cu un scăzut conținut de mică, arsă oxidant, de culoare cărămiziu-gălbuie. Corpul bitronconic are grosimea pereților inegală, fiind mai mare spre fund și către gură și mai subțire în dreptul pereților. Baza de sprijin este ușor profilată în formă de inel, cu diametrul fundului mai mic decât al gurii. Toarta este în formă de bandă, ovală în secțiune, fixată cu un capăt imediat sub nivelul muchiei buzei, celălalt capăt fiind prins pe corp, în zona diametrului maxim. Vasul nu are gâtul demarcat de pereți, buza scurtă este bine evazată spre exterior, cu marginea răsfrântă în afară, șanțul din mijlocul ei conferindu-i un profil în forma literei S. Partea superioară a recipientului, reprezentând cam 2/3 din înălțime, este acoperită cu angobă albă, peste care s-a pictat, cu smalț verde-oliv, acum aproape total distrus, marginea buzei, o bandă pe toartă și două pastile mici pe umeri. Imediat deasupra diametrului maxim este aplicat un brâu de crestături rombice, practicat cu rotița. | Muzeul Județean Teleorman, Alexandria | Cimec    |
|      | Ulcică                                        | Datare: sec. XVIII Școală: Atelier local Descoperit: jud. Teleorman, com. PLOPII-SLĂVITEȘTI, DUDU, Mănăstirea Plăviceni Material: vas lucrat din lut cu degresanți (nisip, praf de mică și mici incluziuni de calcar), modelat la roata rapidă, ars oxidant, decorat cu angobă albă și smalț    | Ulcica este lucrată la roata rapidă, din pastă fină, cu un scăzut conținut de mică, arsă oxidant, de culoare cărămiziu-gălbuie. Corpul bitronconic are grosimea pereților inegală, fiind mai mare spre fund și către gură și mai subțire în dreptul pereților. Baza de sprijin este ușor profilată în formă de inel, cu diametrul fundului mai mic decât al gurii. Toarta este în formă de bandă, ovală în secțiune, fixată cu un capăt imediat sub nivelul muchiei buzei, celălalt capăt fiind prins pe corp, în zona diametrului maxim. Vasul nu are gâtul demarcat de pereți, buza scurtă este bine evazată spre exterior, cu marginea răsfrântă în afară, șanțul din mijlocul ei conferindu-i un profil în forma literei S. Partea superioară a recipientului, reprezentând cam 2/3 din înălțime, este acoperită cu angobă albă, peste care s-a pictat, cu smalț verde-oliv, acum aproape total distrus, marginea buzei, o bandă pe toartă și două pastile mici pe umeri. Imediat deasupra diametrului maxim este practicat un brâu din linii drepte incizate. | Muzeul Județean Teleorman, Alexandria | Cimec    |
|      | Ulcică                                        | Datare: sec. XVIII Școală: Atelier local Descoperit: jud. Teleorman, com. PLOPII-SLĂVITEȘTI, DUDU, Mănăstirea Plăviceni Material: vas lucrat din lut cu degresanți (nisip, praf de mică și mici incluziuni de calcar), modelat la roata rapidă, ars oxidant, decorat cu angobă albă și smalț    | Ulcica este lucrată la roata rapidă, din pastă fină, cu un scăzut conținut de mică, arsă oxidant, de culoare cărămiziu-gălbuie. Corpul sferic are grosimea pereților inegală, fiind mai mare spre fund și către gură și mai subțire în dreptul pereților. Baza de sprijin este ușor profilată în formă de inel, cu diametrul fundului mai mic decât al gurii. Toarta este în formă de bandă, ovală în secțiune, fixată cu un capăt imediat sub nivelul muchiei buzei, celălalt capăt fiind prins pe corp, în zona diametrului maxim. Vasul nu are gâtul demarcat de pereți, buza scurtă este bine evazată spre exterior, cu marginea răsfrântă în afară, șanțul din mijlocul ei conferindu-i un profil în forma literei S. Partea superioară a recipientului, reprezentând cam 2/3 din înălțime, este acoperită cu angobă albă, peste care s-a pictat, cu smalț verde-oliv, acum aproape total distrus, marginea buzei, o bandă pe toartă și două pastile mici pe umeri. Imediat deasupra diametrului maxim este amplasat un brâu de crestături verticale, practicat cu rotița. | Muzeul Județean Teleorman, Alexandria | Cimec    |
|      | Ulcică                                        | Datare: sec. XVIII Școală: Atelier local Descoperit: jud. Teleorman, com. PLOPII-SLĂVITEȘTI, DUDU, Mănăstirea Plăviceni Material: vas lucrat din lut cu degresanți (nisip, praf de mică și mici incluziuni de calcar), modelat la roata rapidă, ars oxidant, decorat cu angobă albă și smalț    | Ulcica este lucrată la roata rapidă, din pastă fină, cu un scăzut conținut de mică, arsă oxidant, de culoare cărămiziu-gălbuie. Corpul ovoidal are grosimea pereților inegală, fiind mai mare spre fund și către gură și mai subțire în dreptul pereților. Baza de sprijin este ușor profilată în formă de inel, cu diametrul fundului mai mic decât al gurii. Toarta este în formă de bandă, ovală în secțiune, fixată cu un capăt imediat sub nivelul muchiei buzei, celălalt capăt fiind prins pe corp, în zona diametrului maxim. Vasul nu are gâtul demarcat de pereți, buza scurtă este bine evazată spre exterior, cu marginea răsfrântă în afară, șanțul din mijlocul ei conferindu-i un profil în forma literei S. Partea superioară a recipientului, reprezentând cam 2/3 din înălțime, este acoperită cu angobă albă, peste care s-a pictat, cu smalț verde-oliv, acum aproape total distrus, marginea buzei și o pastilă pe toartă. Imediat deasupra diametrului maxim este aplicat un brâu de crestături rombice, practicat cu rotița. | Muzeul Județean Teleorman, Alexandria | Cimec    |
|      | Ulcică                                        | Datare: sec. XVIII Școală: Atelier local Descoperit: jud. Teleorman, com. PLOPII-SLĂVITEȘTI, DUDU, Mănăstirea Plăviceni Material: vas lucrat din lut cu degresanți (nisip, praf de mică și mici incluziuni de calcar), modelat la roata rapidă, ars oxidant, decorat cu angobă albă și smalț    | Ulcica este lucrată la roata rapidă, din pastă fină, cu un scăzut conținut de mică, arsă oxidant, de culoare cărămiziu-gălbuie. Corpul ovoidal are grosimea pereților inegală, fiind mai mare spre fund și către gură și mai subțire în dreptul pereților. Baza de sprijin este ușor profilată în formă de inel, cu diametrul fundului mai mic decât al gurii. Toarta este în formă de bandă, ovală în secțiune, fixată cu un capăt imediat sub nivelul muchiei buzei, celălalt capăt fiind prins pe corp, în zona diametrului maxim. Vasul nu are gâtul demarcat de pereți, buza scurtă este bine evazată spre exterior, cu marginea răsfrântă în afară, șanțul din mijlocul ei conferindu-i un profil în forma literei S. Partea superioară a recipientului, reprezentând cam 2/3 din înălțime, este acoperită cu angobă albă, peste care s-a pictat, cu smalț verde-oliv, acum aproape total distrus, marginea buzei și o pastilă pe toartă. Imediat deasupra diametrului maxim este aplicat un brâu de crestături rombice, practicat cu rotița. | Muzeul Județean Teleorman, Alexandria | Cimec    |
|      | Ulcică                                        | Datare: sec. XVIII Școală: Atelier local Descoperit: jud. Teleorman, com. PLOPII-SLĂVITEȘTI, DUDU, Mănăstirea Plăviceni Material: vas lucrat din lut cu degresanți (nisip, praf de mică și mici incluziuni de calcar), modelat la roata rapidă, ars oxidant, decorat cu angobă albă și smalț    | Ulcica este lucrată la roata rapidă, din pastă fină, cu un scăzut conținut de mică, arsă oxidant, de culoare cărămiziu-gălbuie. Corpul sferic are grosimea pereților inegală, fiind mai mare spre fund și către gură și mai subțire în dreptul pereților. Baza de sprijin este ușor profilată în formă de inel, cu diametrul fundului mai mic decât al gurii. Toarta este în formă de bandă, ovală în secțiune, fixată cu un capăt imediat sub nivelul muchiei buzei, celălalt capăt fiind prins pe corp, în zona diametrului maxim. Vasul nu are gâtul demarcat de pereți, buza scurtă este bine evazată spre exterior, cu marginea răsfrântă în afară, șanțul din mijlocul ei conferindu-i un profil în forma literei S. Aproape toată suprafața este acoperită cu angobă albă, peste care s-a pictat, cu smalț verde-oliv închis, marginea buzei, o bandă pe toartă și două pastile mici pe umeri. Imediat deasupra diametrului maxim este amplasat un brâu de crestături verticale, practicat cu rotița. Ulcica, întreagă, foarte bine conservată, conținea o monedă otomană de argint, datată 1787. | Muzeul Județean Teleorman, Alexandria | Cimec    |
|      | Oală cu toartă                                | Datare: sec. XVIII Școală: Atelier local Descoperit: jud. Teleorman, com. PLOPII-SLĂVITEȘTI, DUDU, Mănăstirea Plăviceni Material: vas lucrat din lut cu degresanți (nisip, praf de mică și mici incluziuni de calcar), modelat la roata rapidă, ars oxidant, decorat cu angobă albă             | Oala, de dimensiuni medii, este lucrată la roata rapidă, din pastă fină, cu un ridicat conținut de mică, arsă oxidant, de culoare cărămiziu-roșcată. Corpul ovoidal are grosimea pereților inegală, fiind mai mare spre fund și către gură și mai subțire în dreptul pereților. Baza de sprijin este plată, cu diametrul fundului mai mic decât al gurii. Toarta este în formă de bandă, ovală în secțiune, fixată cu un capăt de muchia buzei, celălalt capăt fiind aplicat pe corp, în zona diametrului maxim. Vasul are gâtul marcat de un șanț subțire în punctul de întâlnire cu pereții, profilul buzei înalte și evazate spre exterior formând o linie dreaptă cu marginea egală în grosime. Pe umeri este decorat cu o linie groasă incizată, în formă de val. Vasul prezintă urme de ardere secundară pe o suprafață mare. | Muzeul Județean Teleorman, Alexandria | Cimec    |
|      | Ulcică                                        | Datare: sec. XVIII Școală: Atelier local Descoperit: jud. Teleorman, com. PLOPII-SLĂVITEȘTI, DUDU, Mănăstirea Plăviceni Material: vas lucrat din lut cu degresanți (nisip, praf de mică și mici incluziuni de calcar), modelat la roata rapidă, ars oxidant, decorat cu angobă albă și smalț    | Ulcica, de dimensiuni mari, este lucrată la roata rapidă, din pastă fină, cu un scăzut conținut de mică, arsă oxidant, de culoare cărămiziu-gălbuie. Corpul bitronconic are grosimea pereților inegală, fiind mai mare spre fund și către gură și mai subțire în dreptul pereților. Baza de sprijin este ușor profilată în formă de inel, cu diametrul fundului mai mic decât al gurii. Toarta lipsește, se mai păstrează doar un fragment din capătul prins pe corp, în zona diametrului maxim. Vasul nu are gâtul demarcat de pereți, buza scurtă este bine evazată spre exterior, cu marginea răsfrântă în afară, șanțul din mijlocul ei conferindu-i un profil în forma literei S și un aspect de streașină. Partea superioară a recipientului, reprezentând mai mult de 2/3 din înălțime, este acoperită cu angobă albă, peste care s-a pictat, cu smalț verde-oliv, acum în parte distrus, marginea buzei și o pastilă umeri. Pe umeri este incizat un brâu din linii drepte orizontale. Vasul prezintă urme de ardere secundară. | Muzeul Județean Teleorman, Alexandria | Cimec    |
|      | Ulcică                                        | Datare: sec. XVIII Școală: Atelier local Descoperit: jud. Teleorman, com. PLOPII-SLĂVITEȘTI, DUDU, Mănăstirea Plăviceni Material: vas lucrat din lut cu degresanți (nisip, praf de mică și mici incluziuni de calcar), modelat la roata rapidă, ars oxidant, decorat cu angobă albă și smalț    | Ulcica, de dimensiuni mai mari, este lucrată la roata rapidă, din pastă fină, cu un scăzut conținut de mică, arsă oxidant, de culoare cărămiziu-gălbuie. Corpul ovoidal are grosimea pereților inegală, fiind mai mare spre fund și către gură și mai subțire în dreptul pereților. Baza de sprijin este ușor profilată în formă de inel, cu diametrul fundului mai mic decât al gurii. Toarta lipsește. Vasul nu are gâtul demarcat de pereți, buza scurtă este bine evazată spre exterior, cu marginea răsfrântă în afară, șanțul din mijlocul ei conferindu-i un profil în forma literei S și un aspect de streașină. Partea superioară a recipientului, este acoperită cu angobă albă, peste care s-a pictat, cu smalț verde-oliv, acum în parte distrus, marginea buzei și o pastilă umeri. Pe umeri este incizat un brâu din linii drepte orizontale. Vasul prezintă urme puternice de ardere secundară. | Muzeul Județean Teleorman, Alexandria | Cimec    |
|      | Oală cu toartă                                | Datare: sec. XVIII Școală: Atelier local Descoperit: jud. Teleorman, com. PLOPII-SLĂVITEȘTI, DUDU, Mănăstirea Plăviceni Material: vas lucrat din lut cu degresanți (nisip, praf de mică și mici incluziuni de calcar), modelat la roata rapidă, ars oxidant, decorat cu angobă albă             | Oala, de dimensiuni medii, este lucrată la roata rapidă, din pastă mai aspră, amestecată cu nisip grosier, cu un scăzut conținut de mică, arsă oxidant, de culoare cărămiziu-roșcată. Corpul ovoidal are grosimea pereților mai mare dar inegală, fiind mai groși spre fund și către gură și mai subțiri în dreptul pereților. Baza de sprijin este plată, cu diametrul fundului mai mic decât al gurii. Toarta era în formă de bandă, ovală în secțiune, fixată cu un capăt sub muchia buzei, celălalt capăt fiind aplicat pe corp, în zona diametrului maxim. Vasul are gâtul nedemarcat în punctul de întâlnire cu pereții, buza înaltă și evazată spre exterior formând o albiere ușoară în interior. Pe umeri este decorat cu o bandă de linii incizate. Pereții prezintă urme de ardere secundară. | Muzeul Județean Teleorman, Alexandria | Cimec    |
|      | Ulcică                                        | Datare: sec. XVIII Școală: Atelier local Descoperit: jud. Teleorman, com. PLOPII-SLĂVITEȘTI, DUDU, Mănăstirea Plăviceni Material: vas lucrat din lut cu degresanți (nisip, praf de mică și mici incluziuni de calcar), modelat la roata rapidă, ars oxidant, decorat cu angobă albă și smalț    | Ulcica este lucrată la roata rapidă, din pastă fină, cu un scăzut conținut de mică, arsă oxidant, de culoare cărămiziu-gălbuie. Corpul sferic are grosimea pereților inegală, fiind mai mare spre fund și către gură și mai subțire în dreptul pereților. Baza de sprijin este ușor profilată în formă de inel, cu diametrul fundului mai mic decât al gurii. Toarta este în formă de bandă, ovală în secțiune, fixată cu un capăt la nivelul muchiei buzei, apoi ușor supraînălțată, celălalt capăt fiind prins pe corp, în zona diametrului maxim. Vasul nu are gâtul demarcat de pereți, buza scurtă este bine evazată spre exterior, cu marginea răsfrântă în afară, șanțul din mijlocul ei conferindu-i un profil în forma literei S. Toată suprafața este acoperită cu angobă albă, peste care s-a pictat, cu smalț verde-oliv închis, o bandă cu pete scurse pe marginea buzei, o bandă pe toartă, două pastile pe umeri și alte două benzi de tușă pe corp, deschise la culoare, cărămiziu-verzui. Imediat deasupra diametrului maxim este aplicat un brâu de crestături verticale, practicat cu rotița. | Muzeul Județean Teleorman, Alexandria | Cimec    |
|      | Cercel de tâmplă                              | Datare: sec. XIV - XV Școală: Atelier local Descoperit: jud. Teleorman, com. MAVRODIN, MAVRODIN Material: argint; aurire; batere; filigranare | Pandantivul este compus din corpul principal, piriform, modelat la rece dintr-o foaie de tablă, lipită pe muchie (dimensiuni: înălțimea de 2,47 cm). În partea superioară are un mic colac de sârmă torsionată și se termină cu o agățătoare circulară din fir dublu de sârmă subțire, de care este prins un mic anou. Partea inferioară are formă emisferică și la 1/3 din distanța de la capăt are lipită o sârmă de care sunt fixați trei cilindri din sârmă înfășurată de care, prin câte un anou, sunt prinse trei lunule cu extremitățile aproape parelele. Lucrate din tablă, goale în interior, aceste elemente au ambele fețe conturate cu câte un fir de filigran cu care au fost sudate fațetele (dimensiuni: lungimea 0, 60 cm, înălțimea 1,12 cm, grosimea 0,44 cm). Tot de corp este prins, cu o tijă subțire, un bumb de formă sferică ușor turtită, format din două emisfere sudate, ornamentat la polul exterior cu o granulă metalică (dimensiuni: înălțime 1,39 cm, diametru 0,83 cm). Acesta făcea parte cel mai probabil dintr-un cercel de tâmplă, cu o compoziție mai complexă, asemănătoare celor de la Gogoșu. | Muzeul Județean Teleorman, Alexandria | Cimec    |
|      | Vas                                           | Datare: sec. XV Școală: Atelier transilvănean sau central-european Descoperit: jud. Teleorman, com. MAVRODIN, MAVRODIN Material: argint; batere | Vasul are o formă deschisă, circulară joasă, cu fundul plat și pereții bine arcuiți, formă asociată cu aceea de cupă-bol. Punctul de formare a buzei produce o rupere a liniei profilului prin curbarea marginii acesteia către interior. Așa cum se prezintă acum, vasul este lipsit de decor, dar se observă că inițial acesta a existat, sub forma unui medalion care ocupa tot fundul, realizat în relief, în tehnica „au repoussé” și având caracter heraldic. Se mai distinge conturul unui scut central și mici urme ale lambrechinilor cu vrejuri vegetale. Se observă și urmele unei tăieturi (cu fierul de plug). Celelalte componente ale tezaurului erau conținute în acest vas. | Muzeul Județean Teleorman, Alexandria | Cimec    |
|      | Placă                                         | Datare: sec. XIV - XV Școală: Atelier transilvănean Descoperit: jud. Teleorman, com. MAVRODIN, MAVRODIN Material: argint; batere; ajurare | Piesa de formă paralelipipedică făcea parte dintr-o garnitură de centură, lată de aproximativ 2,5 cm, ea fiind dotată în ambele părți laterale cu câte o urechiușă circulară de prindere, sudată pe fața posterioară a plăcii. Decorul cordiform realizat în relief constă din două spirale orizontale și paralele, cu căte două volute la capete, situate în oglindă. În punctul care marchează jumătatea volutelor, acestea sunt unite prin câte două linii care formează un unghi ascuțit (decupat în interior), care închide linia decorului și imprimă continuitatea motivului decorativ. În fiecare volută este decupat un element tetralobat. Centrul plăcii este marcat de un relief înalt, în formă de tub cu gura ușor evazată, în care se află o rozetă forjată din foaie de metal, cu cinci petale ale căror margini semicirculare sunt răsucite în sus și cu mijlocul emisferic (floare identică cu cea de pe nodul potirului de la Dupușdorf, din sec. XV). Sub fațeta decupată a plăcii se găsește o altă plăcuță din tablă de argint. | Muzeul Județean Teleorman, Alexandria | Cimec    |
|      | Ac de văl                                     | Datare: 2/2 sec. XVII Școală: local Descoperit: jud. Teleorman, com. PLOPII-SLĂVITEȘTI, DUDU, Mănăstirea Plăviceni Dimensiuni: D rozetă: 21,8 mm Material: metal comun aurit; argint; piatră semiprețioasă; turnare; cizelare                                                                   | Capul acului este format dintr-o rozetă compusă din 10 spițe dispuse radiar, terminate cu câte o globulă, atașate de un cerc mărginit de un șir de protuberanțe. În centru, într-o montură circulară, este prinsă o mică piatră semiprețioasă translucidă. | Muzeul Județean Teleorman, Alexandria | Cimec    |
|      | Ac de văl                                     | Datare: 2/2 sec. XVII Școală: local Descoperit: jud. Teleorman, com. PLOPII-SLĂVITEȘTI, DUDU, Mănăstirea Plăviceni Dimensiuni: D mărgică: 4,3 mm Material: bronz; turnare; cizelare | Capul acului este format dintr-o mărgică metalică realizată dintr-o sârmă răsucită în diagonală de trei ori în jurul acului, care a căpătat astfel o formă sferică, ușor turtită la partea superioară. | Muzeul Județean Teleorman, Alexandria | Cimec    |
|      | Ac de văl                                     | Datare: 2/2 sec. XVIII - 1/2 sec. XIX Școală: local Descoperit: jud. Teleorman, com. PLOPII-SLĂVITEȘTI, DUDU, Mănăstirea Plăviceni Dimensiuni: D mărgică: 2,4 mm Material: bronz; turnare; cizelare                                                                                             | Capul acului este format dintr-o mărgică metalică realizată dintr-o sârmă răsucită în diagonală de trei ori în jurul acului, care a căpătat astfel o formă sferică, ușor turtită la partea superioară. | Muzeul Județean Teleorman, Alexandria | Cimec    |
|      | Ac de văl                                     | Datare: 2/2 sec. XVIII - 1/2 sec. XIX Școală: local Descoperit: jud. Teleorman, com. PLOPII-SLĂVITEȘTI, DUDU, Mănăstirea Plăviceni Dimensiuni: D mărgică: 3,84 mm Material: bronz; turnare; cizelare                                                                                            | Capul acului este format dintr-o mărgică metalică realizată dintr-o sârmă răsucită în diagonală de trei ori în jurul acului, care a căpătat astfel o formă sferică, ușor turtită la partea superioară. | Muzeul Județean Teleorman, Alexandria | Cimec    |
|      | Copcă                                         | Datare: 2/2 sec. XVII Școală: local Descoperit: jud. Teleorman, com. PLOPII-SLĂVITEȘTI, DUDU, Mănăstirea Plăviceni Material: bronz aurit; turnare; lipire | Copca discoidală este formată dintr-o rozetă cu 10 petale și o globulă la mijloc, sub care este sudată o sârmă subțire dublă, cu un capăt terminat cu un anou iar celălalt terminat cu două cârlige răsucite. | Muzeul Județean Teleorman, Alexandria | Cimec    |
|      | Copcă                                         | Datare: 2/2 sec. XVIII, post 1775 Școală: local Descoperit: jud. Teleorman, com. PLOPII-SLĂVITEȘTI, DUDU, Mănăstirea Plăviceni Material: bronz aurit; turnare | Copca discoidală este formată dintr-o rozetă cu opt petale adâncite și o globulă la mijloc. Lateral se află două plăcuțe turnate o dată cu discul; într-o parte cu două orificii, de coasere și în cealaltă cu un orificiu, de prindere. Au fost descoperite în total trei piese identice. | Muzeul Județean Teleorman, Alexandria | Cimec    |
|      | Cercel cu piatră                              | Datare: 2/2 sec. XVII Școală: local de influență balcanică Descoperit: jud. Teleorman, com. PLOPII-SLĂVITEȘTI, DUDU, Mănăstirea Plăviceni Material: argint; malahit; turnare; cizelare; ajurare                                                                                                 | Montura este compusă dintr-o placă ajurată (cele două rozete laterale legate între ele cu vrejuri și frunze sunt distruse). În centru, într-un chaton oval, este fixată o piatră de turcoază. În partea inferioară erau prinși de anouri trei pandantivi în formă de bulb, terminați în partea inferioară cu câte o perlă foarte mică la capăt, din care au rămas doi, unul fiind desprins. Lipsește anoul de prindere de ureche. | Muzeul Județean Teleorman, Alexandria | Cimec    |
|      | Cercel cu piatră                              | Datare: 2/2 sec. XVII Școală: local de influență balcanică Descoperit: jud. Teleorman, com. PLOPII-SLĂVITEȘTI, DUDU, Mănăstirea Plăviceni Material: argint; turcoază; turnare; cizelare; ajurare                                                                                                | Montura este compusă dintr-o placă ajurată cu două rozete laterale legate între ele cu vrejuri și frunze. În centru, într-un chaton oval, este fixată o piatră de turcoază. În partea inferioară erau prinși de anouri trei pandantivi în formă de bulb, terminați în partea inferioară cu câte o perlă foarte mică la capăt. Lipsește anoul de prindere de ureche. | Muzeul Județean Teleorman, Alexandria | Cimec    |
|      | Cercel cu piatră                              | Datare: 2/2 sec. XVII Școală: local de influență balcanică Descoperit: jud. Teleorman, com. PLOPII-SLĂVITEȘTI, DUDU, Mănăstirea Plăviceni Material: argint; turcoază; turnare; cizelare; ajurare                                                                                                | Cercelul este format dintr-o verigă de sârmă subțire, circulară, aplatizată la capătul îndoit și montura care este compusă dintr-o placă ajurată cu două rozete laterale legate între ele cu vrejuri și frunze. În centru, într-un chaton oval, este fixată o piatră de turcoază. În partea inferioară sunt prinși de anouri trei pandantivi în formă de bulb, terminați în partea inferioară cu câte o perlă foarte mică la capăt. | Muzeul Județean Teleorman, Alexandria | Cimec    |
|      | Cercel cu piatră                              | Datare: 2/2 sec. XVII - sec. XVIII Școală: sud dunărean sau de influență balcanică Descoperit: jud. Teleorman, com. PLOPII-SLĂVITEȘTI, DUDU, Mănăstirea Plăviceni Material: bronz; sticlă; turnare; cizelare                                                                                    | Montura este compusă dintr-o placă pătrată cu marginea dințată ce are în centru chatonul pătrat cu piatra căzută, înconjurat cu un brâu spiralat. În partea inferioară erau prinse cu mici anouri de sârmă trei pandantivi cu capul în formă de bulb (unul lipsește). Veriga din sârmă subțire, aproape circulară, cu un capăt răsucit în jurul ei, este prinsă de montură prin două plăcuțe turnate prin care trece un ax de care sunt fixate două mărgele de sticlă translucidă. | Muzeul Județean Teleorman, Alexandria | Cimec    |
|      | Inel cu piatră                                | Datare: 2/2 sec. XVII Școală: local de influență occidentală Descoperit: jud. Teleorman, com. PLOPII-SLĂVITEȘTI, DUDU, Mănăstirea Plăviceni Material: aur; piatră semiprețioasă; turnare; cizelare                                                                                              | Inelul are veriga foarte subțire și neornamentată. Montura, în formă de trunchi de piramidă pătrată, are pe față, la margine, o linie incizată și în interior, încastrată, o piatră semiprețioasă translucidă. | Muzeul Județean Teleorman, Alexandria | Cimec    |
|      | Inel cu piatră                                | Datare: 2/2 sec. XVII Școală: local Descoperit: jud. Teleorman, com. PLOPII-SLĂVITEȘTI, DUDU, Mănăstirea Plăviceni Material: argint aurit; piatră semiprețioasă; turnare; cizelare | Inelul are veriga semicirculară în profil, capetele fiind terminate cu o reprezentare zoomorfă în relief, câte o albină cu aripile închise și antenele deschise lateral. De verigă este prinsă o plăcuță circulară pe care este montat chatonul sexaedric, decorat cu benzi subțiri incizate (pseudo filigran) și în care este prinsă o piatră fațetată, bine șlefuită. | Muzeul Județean Teleorman, Alexandria | Cimec    |
|      | Inel                                          | Datare: 1849 Școală: local Descoperit: jud. Teleorman, com. PLOPII-SLĂVITEȘTI, DUDU, Mănăstirea Plăviceni Material: bronz aurit; turnare; gravare | Inelul are veriga și placa turnate împreună. Veriga în formă de bandă este lățită și aplatizată către montură, unde au fost trasate două nervuri. Pe plăcuța ovală sunt străpunse două mici orificii la distanță egală de cele două margini, care marchează centrul a două cercuri tangete. Pe o porțiune din plăcuță și pe unul din capetele verigii se mai păstrează urme de aurire. | Muzeul Județean Teleorman, Alexandria | Cimec    |
|      | Inel                                          | Datare: 1849 Școală: local Descoperit: jud. Teleorman, com. PLOPII-SLĂVITEȘTI, DUDU, Mănăstirea Plăviceni Material: bronz aurit; turnare; gravare | Inelul are veriga și placa turnate împreună. Veriga în formă de bandă este lățită și aplatizată către montură, unde au fost trasate două nervuri. Pe plăcuța ovală sunt străpunse două mici orificii la distanță egală de cele două margini, care marchează centrul a două cercuri tangete. Pe plăcuță și pe unul din capetele verigii se mai păstrează urme de aurire. Veriga este ruptă. | Muzeul Județean Teleorman, Alexandria | Cimec    |
|      | Inel cu piatră                                | Datare: sf. sec. XVIII - 1/2 sec. XIX Școală: local Descoperit: jud. Teleorman, com. PLOPII-SLĂVITEȘTI, DUDU, Mănăstirea Plăviceni Material: bronz; turnare; lipire | Inelul are veriga în formă de bandă, cu o grosime egală. De capetele apropiate ale verigii este sudat chatonul, dintr-o plăcuță circulară cu marginile ușor întoarse în sus, în care se afla o pietricică, probabil de sticlă, care lipsește. | Muzeul Județean Teleorman, Alexandria | Cimec    |
|      | Inel                                          | Datare: 1/2 sec. XIX Școală: local Descoperit: jud. Teleorman, com. PLOPII-SLĂVITEȘTI, DUDU, Mănăstirea Plăviceni Material: bronz; turnare; gravare | Inelul are veriga și placa turnate împreună. Veriga în formă de bandă este lățită și aplatizată către montură, unde au fost trasate două nervuri adâncite. Pe plăcuța aproape circulară sunt străpunse patru mici orificii la distanță egală de margini și între ele, încadrând un pătrat. Fiecare orificiu marchează centrul unuia din cele patru cerculețe tangete. | Muzeul Județean Teleorman, Alexandria | Cimec    |
|      | Inel                                          | Datare: 1/2 sec. XIX Școală: local Descoperit: jud. Teleorman, com. PLOPII-SLĂVITEȘTI, DUDU, Mănăstirea Plăviceni Material: bronz; turnare; gravare | Inelul are veriga și placa turnate împreună. Veriga în formă de bandă este ușor lățită și aplatizată către montură. Pe plăcuța circulară este străpuns un mic orificiu care marchează centrul a două cercuri concentrice incizate. Inelul a aparținut unui copil. | Muzeul Județean Teleorman, Alexandria | Cimec    |
|      | Inel sigilar                                  | Datare: 1774 Școală: local Descoperit: jud. Teleorman, com. PLOPII-SLĂVITEȘTI, DUDU, Mănăstirea Plăviceni Material: bronz; turnare; gravare | Inelul are veriga și placa sigilară turnate împreună. Veriga de secțiune semicirculară este lățită și aplatizată către montură, unde au fost trasate cinci nervuri. Pe plăcuță este gravată în relief o rozetă simplă, cu șase petale ovale, egale. | Muzeul Județean Teleorman, Alexandria | Cimec    |
|      | Inel sigilar                                  | Datare: 1849 Școală: local Descoperit: jud. Teleorman, com. PLOPII-SLĂVITEȘTI, DUDU, Mănăstirea Plăviceni Material: argint; turnare; gravare | Inelul are veriga și placa sigilară turnate împreună. Veriga de secțiune circulară este lățită și aplatizată către montură. Pe plăcuță este gravată o variantă de cruce dublă, cu toate capetele segmentelor bifurcate, ca niște crenguțe stilizate și o stea cu multe raze la bază, iar la margine are gravată o linie subțire. Piesa este neglijent turnată și gravată. | Muzeul Județean Teleorman, Alexandria | Cimec    |
|      | Cruciuliță                                    | Datare: 1818 Școală: local Descoperit: jud. Teleorman, com. PLOPII-SLĂVITEȘTI, DUDU, Mănăstirea Plăviceni Material: bronz; turnare; cizelare | Cruciulița are formă rectangulară, încadrată pe ambele fețe de o linie din minuscule granule. Pe o parte, în centru, urmărind forma suportului, este figurat în relief Iisus Cristos, crucificat. Pe cealaltă parte, pe porțiunea verticală, este reprezentată Maica Domnului, cu brațele încrucișate pe piept și înfășurată în maforion. Ambele portrete sunt subțiri și alungite. Deși miniaturizate, sunt vizibile unele detalii anatomice și de îmbrăcăminte. La capătul superior are un mic orificiu de prindere. Relieful este aplatizat de uzură. | Muzeul Județean Teleorman, Alexandria | Cimec    |
|      | Cruciuliță                                    | Datare: 1818 Școală: local Descoperit: jud. Teleorman, com. PLOPII-SLĂVITEȘTI, DUDU, Mănăstirea Plăviceni Material: bronz; turnare; cizelare | Cruciulița are formă rectangulară, încadrată pe ambele fețe de o linie din minuscule granule. Pe o parte, în centru, urmărind forma suportului, este figurat în relief Iisus Cristos, crucificat. Pe cealaltă parte, pe porțiunea verticală, este reprezentată Maica Domnului, cu brațele încrucișate pe piept și înfășurată în maforion. Ambele portrete sunt subțiri și alungite. Deși miniaturizate, sunt vizibile unele detalii anatomice și de îmbrăcăminte. La capătul superior are un mic orificiu de prindere. Relieful este aplatizat de uzură. | Muzeul Județean Teleorman, Alexandria | Cimec    |
|      | Cruciuliță                                    | Datare: 1818 Școală: local Descoperit: jud. Teleorman, com. PLOPII-SLĂVITEȘTI, DUDU, Mănăstirea Plăviceni Material: bronz; turnare; cizelare | Cruciulița are formă rectangulară, încadrată pe ambele fețe de o linie din minuscule granule. Pe o parte, în centru, urmărind forma suportului, este figurat în relief Iisus Cristos, crucificat. Pe cealaltă parte, pe porțiunea verticală, este reprezentată Maica Domnului, cu brațele încrucișate pe piept și înfășurată în maforion. Ambele portrete sunt subțiri și alungite. Deși miniaturizate, sunt vizibile unele detalii anatomice și de îmbrăcăminte. La capătul superior se păstrează anoul de prindere, dintr-o plăcuță circulară cu un orificiu în centru. | Muzeul Județean Teleorman, Alexandria | Cimec    |
|      | Pandantiv                                     | Școală: local Descoperit: jud. Teleorman, com. PLOPII-SLĂVITEȘTI, DUDU, Mănăstirea Plăviceni Material: argint aurit; sticlă; turnare; cizelare | Montura ovală este formată dintr-o ramă metalică plată care fixează două sticle între care a fost pusă o foiță de aur (pe principiul oglinzii), ramă pe care este lipită o sârmă răsucită, de asemenea aurită. | Muzeul Județean Teleorman, Alexandria | Cimec    |
|      | Brățară                                       | Datare: sec. XVIII Școală: local Descoperit: jud. Teleorman, com. PLOPII-SLĂVITEȘTI, DUDU, Mănăstirea Plăviceni Dimensiuni: D interior: 39,3 mm Material: sticlă; efilare | Brățara a fost realizată dintr-o bară de sticlă de culoare albastru turcoaz, cu lățimea și grosimea variabile, triunghiulară în secțiune, decorată cu nervuri în relief. Se observă o prelucrare neatentă a sticlei, pentru un obiect de ritual funerar și nu unul decorativ. Sticla irizată prezintă unele degradări la suprafață. | Muzeul Județean Teleorman, Alexandria | Cimec    |
|      | Brățară                                       | Datare: sec. XVIII Școală: local Descoperit: jud. Teleorman, com. PLOPII-SLĂVITEȘTI, DUDU, Mănăstirea Plăviceni Dimensiuni: D interior: 40,4 mm Material: sticlă; efilare | Brățara a fost realizată dintr-o bară de sticlă de culoare neagră, cu lățimea și grosimea variabile, triunghiulară în secțiune, decorată cu nervuri în relief. Se observă o prelucrare neatentă a sticlei, pentru un obiect de ritual funerar și nu unul decorativ. Sticla puternic irizată prezintă unele degradări la suprafață. | Muzeul Județean Teleorman, Alexandria | Cimec    |
|      | Brățară                                       | Datare: 1711 Școală: local Descoperit: jud. Teleorman, com. PLOPII-SLĂVITEȘTI, DUDU, Mănăstirea Plăviceni Dimensiuni: D interior: 38,8 mm Material: sticlă; efilare | Brățara a fost realizată dintr-o bară de sticlă de culoare albastru turcoaz, cu lățimea și grosimea variabile, triunghiulară în secțiune, decorată cu nervuri în relief. Se observă o prelucrare neatentă a sticlei, pentru un obiect de ritual funerar și nu unul decorativ. Sticla irizată prezintă unele degradări la suprafață. | Muzeul Județean Teleorman, Alexandria | Cimec    |
|      | Brățară                                       | Datare: 1711 Școală: local Descoperit: jud. Teleorman, com. PLOPII-SLĂVITEȘTI, DUDU, Mănăstirea Plăviceni Dimensiuni: D interior: 38,2 mm Material: sticlă; efilare | Brățara a fost realizată dintr-o bară de sticlă de culoare albastru turcoaz, cu lățimea și grosimea variabile, triunghiulară în secțiune, decorată cu nervuri în relief. Se observă o prelucrare neatentă a sticlei, pentru un obiect de ritual funerar și nu unul decorativ. Sticla irizată prezintă unele degradări la suprafață. | Muzeul Județean Teleorman, Alexandria | Cimec    |
|      | Brățară                                       | Datare: 1711 Școală: local Descoperit: jud. Teleorman, com. PLOPII-SLĂVITEȘTI, DUDU, Mănăstirea Plăviceni Dimensiuni: D interior: 39,1 mm Material: sticlă; efilare | Brățara a fost realizată dintr-o bară de sticlă de culoare neagră, cu lățimea și grosimea variabile, triunghiulară în secțiune, decorată cu nervuri în relief. Se observă o prelucrare neatentă a sticlei, pentru un obiect de ritual funerar și nu unul decorativ. Sticla puternic irizată prezintă unele degradări la suprafață. | Muzeul Județean Teleorman, Alexandria | Cimec    |
|      | Brățară                                       | Datare: 1/2 sec. XIX Școală: local Descoperit: jud. Teleorman, com. PLOPII-SLĂVITEȘTI, DUDU, Mănăstirea Plăviceni Dimensiuni: D interior: 34,2 mm Material: sticlă; efilare | Brățara a fost realizată dintr-o bară de sticlă de culoare albastru turcoaz, cu lățimea și grosimea variabile, triunghiulară în secțiune, decorată cu nervuri în relief. Se observă o prelucrare neatentă a sticlei, pentru un obiect de ritual funerar și nu unul decorativ. Sticla irizată prezintă unele degradări la suprafață. | Muzeul Județean Teleorman, Alexandria | Cimec    |
|      | Brățară                                       | Datare: 1/2 sec. XIX Școală: local Descoperit: jud. Teleorman, com. PLOPII-SLĂVITEȘTI, DUDU, Mănăstirea Plăviceni Dimensiuni: D interior: 35,1 mm Material: sticlă; efilare | Brățara a fost realizată dintr-o bară de sticlă de culoare translucidă, cu lățimea și grosimea variabile, triunghiulară în secțiune, decorată cu nervuri în relief. Se observă o prelucrare neatentă a sticlei, pentru un obiect de ritual funerar și nu unul decorativ. Sticla irizată prezintă unele degradări la suprafață. | Muzeul Județean Teleorman, Alexandria | Cimec    |
|      | Brățară                                       | Datare: 1/2 sec. XIX Școală: local Descoperit: jud. Teleorman, com. PLOPII-SLĂVITEȘTI, DUDU, Mănăstirea Plăviceni Dimensiuni: D interior: 33,9 mm Material: sticlă; efilare | Brățara a fost realizată dintr-o bară de sticlă de culoare translucidă, cu lățimea și grosimea variabile, triunghiulară în secțiune, decorată cu nervuri în relief. Se observă o prelucrare neatentă a sticlei, pentru un obiect de ritual funerar și nu unul decorativ. Sticla irizată prezintă unele degradări la suprafață. | Muzeul Județean Teleorman, Alexandria | Cimec    |
|      | Brățară                                       | Datare: 1/2 sec. XIX Școală: local Descoperit: jud. Teleorman, com. PLOPII-SLĂVITEȘTI, DUDU, Mănăstirea Plăviceni Dimensiuni: D interior: 35,8 mm Material: sticlă; efilare | Brățara a fost realizată dintr-o bară de sticlă de culoare albastru deschis, cu lățimea și grosimea variabile, triunghiulară în secțiune, decorată cu nervuri în relief. Se observă o prelucrare neatentă a sticlei, pentru un obiect de ritual funerar și nu unul decorativ. Sticla irizată prezintă unele degradări la suprafață. | Muzeul Județean Teleorman, Alexandria | Cimec    |
|      | Vas                                           | Datare: 2/2 sec. XVII Școală: european: Veneția sau Raguza Descoperit: jud. Teleorman, com. PLOPII-SLĂVITEȘTI, DUDU, Mănăstirea Plăviceni Material: sticlă; suflare în tipar | Vas din sticlă de culoare cenușie închisă, cu reflexe albăstrui, cu corpul aproape sferic, gât lung efilat, ușor înclinat față de verticală, evazat puternic în partea superioară, unde formează gura cu aspectul unei cupe, cu ștuț de scurgere și fundul cu o concavitate pronunțată. Este decorat pe buză cu un motiv solar stilizat, realizat din raze elicoidale, dispuse ușor oblic. Pe corp se desfășoară benzi verticale cu excizie slabă, dinspre partea superioară spre fund. Îmbinarea dintre gât și corp este subliniată de o linie subțire incizată. | Muzeul Județean Teleorman, Alexandria | Cimec    |
|      | Inel sigilar                                  | Datare: 2/2 sec. XVII Școală: local Descoperit: jud. Teleorman, com. PLOPII-SLĂVITEȘTI, DUDU, Mănăstirea Plăviceni Dimensiuni: D interior: 18,6 mm Material: aur; turnare; gravare | Chatonul oval face corp comun cu veriga semicirculară și ușor turtită în profil. Matricea sigilară din câmpul chatonului a fost gravată cu o compoziție de tip himeric, un grifon în fața unui copac. Leul așezat pe cele patru picioare de pasăre, terminate cu gheare puternice și coada bifurcată fluturând deasupra spatelui, stă cu capul ridicat, acoperit ca și pieptul de coama bogată și cu gura larg deschisă. În fața lui se găsește un copac cu trei ramuri desfrunzite, cu semnificația de pom al vieții. Cercul care înconjoară întreaga compoziție este tocit complet într-o parte, dovadă a folosirii lui îndelungate. | Muzeul Județean Teleorman, Alexandria | Cimec    |
|      | Cercel de tâmplă din verigă cu capul răsucit  | Datare: sec. XV Școală: Atelier local, de tradiție bizantină Descoperit: jud. Teleorman, com. FRUMOASA, FRUMOASA, La Cetate Material: bronz; batere | Cercelul, simplu ca execuție, este format dintr-o sârmă subțire, în secțiune circulară, îndoită, cu capetele apropiate, din care unul este bătut până la aplatizare și răsucit spre exterior, în formă de spirală. | Muzeul Județean Teleorman, Alexandria | Cimec    |
|      | Cercel de tâmplă                              | Datare: sec. XV Școală: Atelier local, de tradiție bizantină Descoperit: jud. Teleorman, com. FRUMOASA, FRUMOASA, La Cetate Material: bronz; batere | Cercelul, foarte simplu ca execuție, este format dintr-o sârmă subțire, în secțiune circulară, îndoită, cu capetele apropiate. Este complet lipsit de decor. | Muzeul Județean Teleorman, Alexandria | Cimec    |
|      | Cercel de tâmplă cu perlă din fir de filigran | Datare: sec. XV Școală: Atelier local, de influență balbanică Descoperit: jud. Teleorman, com. FRUMOASA, FRUMOASA, La Cetate Material: bronz aurit; filigran; batere | Veriga cercelului este confecționată dintr-o sârmă subțire, îndoită circular. În partea inferioară este realizată o perlă metalică, de formă ovoidală, din fir de sârmă în filigran răsucit pe un pivot. Pe ambele capete ale verigii, dar în mod inegal, este înfășurat un fir subțire de sârmă, care cu un capăt traversează mărgica. | Muzeul Județean Teleorman, Alexandria | Cimec    |
|      | Cercel de tâmplă cu perlă din fir de filigran | Datare: sec. XV Școală: Atelier local, de influență balbanică Descoperit: jud. Teleorman, com. FRUMOASA, FRUMOASA, La Cetate Material: bronz aurit; filigran; batere | Veriga cercelului este confecționată dintr-o sârmă subțire, îndoită circular. În partea inferioară este realizată o perlă metalică, de formă ovoidală, din fir de sârmă în filigran răsucit pe un pivot. Pe ambele capete ale verigii, dar în mod inegal, este înfășurat un fir subțire de sârmă, care cu un capăt traversează mărgica. | Muzeul Județean Teleorman, Alexandria | Cimec    |
|      | Nasture                                       | Datare: sec. XV Școală: Atelier local Descoperit: jud. Teleorman, com. FRUMOASA, FRUMOASA, La Cetate Material: bronz; batere; sudare | Nasturele, de mici dimensiuni, are formă de clopoțel. În partea superioară este de formă conică, iar în cea inferioară este sudată o emisferă turtită, cu un orificiu foarte mic în centru. Gaica de prindere circulară este sudată și prin ea trece o agățătoare din sârmă, cu capetele suprapuse. Nasturele este lipsit de decor și ușor deformat prin lovire. | Muzeul Județean Teleorman, Alexandria | Cimec    |
|      | Cercel                                        | Datare: 2/2 sec. XV - sec. XVI Școală: Atelier local Descoperit: jud. Teleorman, com. BRÂNCENI, BRÂNCENI Material: argint; turnare; filigranare; granulare | Cercelul are formă poliedrică, fiind constituit dintr-un număr de șase pătrate dispuse cu laturile în diagonală și opt triunghiuri intermediare. Toate laturile figurilor geometrice întruchipate sunt conturate cu câte un fir de sârmă în filigran, astfel încât conturul devine dublu. În centrul fiecărui pătrat este prinsă prin sudare o montură din sârmă foarte fină în formă de rozetă cu opt petale. În triunghiuri este montată câte o piramidă cu trei laturi din granule suprapuse. Fiecare unghi al pătratelor și triunghiurilor precum și centrul rozetelor este marcat cu câte o globulă metalică, prinsă într-un manșon de sârmă foarte subțire. În centrul unui pătrat și în unghiul corespunzător laturii celei mai apropiate a unui triunghi, dar la același nivel, sunt practicate două mici orificii de folosire la prindere. Toarta cercelului lipsește. Lipsesc de asemenea două rozete și o piramidă de granule. Cercelul face pereche cu cercelul nr. inv. 6432. | Muzeul Județean Teleorman, Alexandria | Cimec    |
|      | Cercel                                        | Datare: 2/2 sec. XV - sec. XVI Școală: Atelier local Descoperit: jud. Teleorman, com. BRÂNCENI, BRÂNCENI Material: argint; turnare; filigranare; granulare | Cercelul are formă poliedrică, fiind constituit dintr-un număr de șase pătrate dispuse cu laturile în diagonală și opt triunghiuri intermediare. Toate laturile figurilor geometrice întruchipate sunt conturate cu câte un fir de sârmă în filigran, astfel încât conturul devine dublu. În centrul fiecărui pătrat este prinsă prin sudare o montură din sârmă foarte fină în formă de rozetă cu opt petale. În triunghiuri este montată câte o piramidă cu trei laturi din granule suprapuse. Fiecare unghi al pătratelor și triunghiurilor precum și centrul rozetelor este marcat cu câte o globulă metalică, prinsă într-un manșon de sârmă foarte subțire. Toarta de prindere lipsește. Piesa este deformată prin lovire sau presare. Probabil din același cercel s-a păstrat, desprinsă, o mică buclă tubulară, obținută din înfășurarea unei sârme subțiri. Cercelul formează pereche cu cel cu inv. 6433. Face parte dintr-un mic tezaur de podoabe asociat cu un tezaur monetar – monede poloneze, ungurești, austriece și otomane databile în perioada de la jumătatea sec. XV până la 1601. | Muzeul Județean Teleorman, Alexandria | Cimec    |
|      | Ac de văl                                     | Datare: 2/2 sec. XV - sec. XVI Școală: Atelier transilvănean Descoperit: jud. Teleorman, com. BRÂNCENI, BRÂNCENI Material: argint; argint aurit; sticlă roșie; turnare; batere; filigranare | Acul de văl, confecționat din argint aurit, are capul sferic realizat prin sudarea celor două emisfere pe o linie marcată cu un fir de filigran. În timp ce emisfera inferioară a rămas complet nedecorată, emisfera superioară concentrează întreaga ornametație: patru fire de sârmă în filigran constituite în patru cercuri concentrice înconjoară câte un chaton mic circular în care sunt prinse cu câte patru gheare mici pietre de sticlă roșie cu suprafața fațetată neregulat. Pe cercurile exterioare și între cercuri (la limita de jos) sunt fixate globule metalice prinse în câte un manșon din sârmă foarte subțire. Lipsește polul superior al capului. Tija de prindere, lungă de 8,81 cm, este sudată grosolan direct de sfera inferioară (probabil o refacere). În totalitate, fără partea superioară care lipsește, acul are 9,92 cm. Face parte dintr-un mic tezaur de podoabe asociat cu un tezaur monetar – monede poloneze, ungurești, austriece și otomane databile în perioada de la jumătatea sec. XV până la 1601. | Muzeul Județean Teleorman, Alexandria | Cimec    |
|      | Ac de văl                                     | Datare: 2/2 sec. XV - sec. XVI Școală: Atelier transilvănean Descoperit: jud. Teleorman, com. BRÂNCENI, BRÂNCENI Material: argint; argint aurit; cristal de stâncă; turnare; batere; filigranare                                                                                                | Acul de văl, confecționat din argint aurit, are capul sferic realizat prin sudarea celor două emisfere pe o linie marcată de un șnur metalic pronunțat, compus din mai multe fire de sârmă în filigran răsucite. Emisfera inferioară este complet nedecorată, pe emisfera superioară se concentrează întreaga ornametație: trei fire de sârmă în filigran constituite în tot atâtea cercuri concentrice înconjoară câte un chaton mic, circular, în care sunt prinse cu câte trei gheare ușor lățite mici pietre din cristal de stâncă, cu suprafața fațetată neregulat. Pe cercurile exterioare și între cercuri (la limita de jos) sunt fixate perle metalice prinse în câte un manșon din sârmă foarte subțire. Polul superior este marcat prin repetarea (a șasea oară) a decorului cu cercuri și chaton cu cristal de rocă. Tija (acul) de prindere lipsește. | Muzeul Județean Teleorman, Alexandria | Cimec    |
|      | Ac de văl                                     | Datare: 2/2 sec. XV - sec. XVI Școală: Atelier transilvănean Descoperit: jud. Teleorman, com. BRÂNCENI, BRÂNCENI Material: argint; argint aurit; turnare; batere; filigranare | Acul de văl, confecționat din argint aurit, are capul sferic format prin sudarea celor două emisfere pe o linie marcată de un fir de sârmă în filigran. Emisfera inferioară este complet nedecorată, pe emisfera superioară se concentrează întreaga ornametație: dintr-un fir de filigran s-au realizat patru cercuri în interiorul cărora s-au mai format alte trei cercuri de mici dimensiuni, cu câte o perforație în centru. Între cercurile mici și aproximativ în centrul cecrului mare în câte un chaton circular, cu trei gheare lățite au fost fixate pietre (acum lipsă). Pe cercurile exterioare și între cercuri (la limita de jos) sunt fixate perle metalice prinse în câte un manșon din sârmă foarte subțire. Polul superior este marcat printr-un chaton puțin mai mare decât cele din registrul orizontal, cu piatra de asemenea căzută. Cercurile mari, adiacente, formează în jurul lui o stea cu patru colțuri. Tija (acul) de prindere lipsește. | Muzeul Județean Teleorman, Alexandria | Cimec    |
|      | Nasture sferic                                | Datare: 2/2 sec. XV - sec. XVI Școală: Atelier transilvănean Descoperit: jud. Teleorman, com. BRÂNCENI, BRÂNCENI Material: argint aurit; turnare; sudare; ștanțare; ajurare | Nasturele are formă sferică, în partea superioară este lipită prin sudare o mică emisferă nedecorată, terminată cu o globulă metalică. Corpul este decorat cu opt cercuri, situate în două registre. În interiorul cercurilor sunt înscrise cruci tetralobate, între ele fiind creat un mic spațiu ajurat, iar între cercuri, datorită dispunerii lor adiacente, s-au format patru romburi. Atât cercurile cât și romburile sunt fin granulate. Unghiurile și centrul fiecărui romb sunt marcate cu câte o globulă prinsă cu un manșon dintr-o sârmă foarte subțire. Lipsește gaica de prindere. | Muzeul Județean Teleorman, Alexandria | Cimec    |
|      | Inel                                          | Datare: sec. XVI Școală: Atelier local Descoperit: jud. Teleorman, com. BRÂNCENI, BRÂNCENI Dimensiuni: D interior: 15,1 mm Material: bronz aurit; turnare | Inelul, cu veriga absolut simplă, circulară în secțiune, are diametrul exterior de 2,05 cm și grosimea de 0,54 cm. Pe suprafață prezintă câteva mici degradări. | Muzeul Județean Teleorman, Alexandria | Cimec    |
|      | Brățară                                       | Datare: sec. XVIII Școală: Atelier balcanic Descoperit: jud. Teleorman, ALEXANDRIA, Str. Mihail Kogălniceanu nr. 82 Material: argint; email; filigran; turnare; batere; sudare; gravare | Corpul brățării este scurt și gros și este traversat în diagonală, pentru a da aspect de torsadă, de șiruri din fir de filigran intercalate cu nervuri foarte subțiri liniare. La cele două extremități, pe partea convexă a corpului se află două plăcuțe subțiri, în formă de semilună. Sub acestea sunt sudate cele două capete lățite ale brățării întoarse către interior, formate din plăci cu aspect de limbă cu marginile înălțate vertical. În centru se găsește câte o nervură, îngustă și scundă la bază și mai groasă și înaltă la vârful rotunjit, conturată de un șir de globule. În interiorul plăcilor, între nervură și margine, capetele sunt decorate cu cercuri mici din filigran și un rând de globule mai mari dispuse în formă de potcoavă. În punctul de contact dintre corp și plăcuțele laterale sunt fixate două emisfere mari, decorate cu un motiv vegetal, încadrat în spații acoperite cu email verde-turcoaz. În centrul fiecărei emisfere este lipită câte o globulă care formează mijlocul unei mici rozete, cu petalele gravate. | Muzeul Județean Teleorman, Alexandria | Cimec    |
|      | Brățară                                       | Școală: Atelier balcanic Descoperit: jud. Teleorman, com. MĂGURA, GURUIENI Material: argint aurit; email; filigran; turnare; batere; sudare; gravare | Corpul brățării este scurt și gros și este traversat în diagonală de șiruri din fir de filigran intercalate cu nervuri foarte subțiri liniare. La cele două extremități, pe partea convexă a corpului se află două triunghiuri aurite, cu laturile rotunjite, pe care sunt gravate câte două frunze îngemănate. Sub aceste triunghiuri sunt sudate cele două capete lățite ale brățării întoarse către interior, formate din plăci în formă de limbă cu marginile înălțate vertical. În centru se găsește câte o nervură aurită, îngustă și scundă la bază și mai groasă și înaltă la vârful rotunjit, conturată de un șir de globule, tot aurite. În interiorul plăcilor, între nervură și margine capetele sunt decorate cu cercuri mici din filigran și un rând de globule mai mari, dispuse în formă de potcoavă. În punctul de contact dintre corp și plăcuțele laterale sunt fixate două emisfere mari, decorate cu un motiv vegetal, încadrat în spații acoperite cu email verde-turcoaz. În centrul fiecărei emisfere este lipită câte o globulă mai mare decât cele din șiruri. | Muzeul Județean Teleorman, Alexandria | Cimec    |
|      | Vas antropomorf                               | Datare: 1/4 mil. 5 - sec. I al mil. 4 a.Chr. Descoperit: jud. Teleorman, com. VITĂNEȘTI, VITANESTI, Măgurice Material: lut cu degresanți; ardere reducătoare; incizare; modelare cu mâna; perforare                                                                                             | Cap antropomorf, de culoare cenușiu-gălbuie, ce a aparținut unui vas antropomorf de tipul „cu brațe tuburi”. Este de formă discoidală, cu gâtul masiv, cilindric. Lobii urechilor sunt perforații (lobul drept cu patru perforații, lobul stâng cu cinci perforații). Nasul este ușor reliefat iar gura este reprezentată printr-o linie incizată, subliniată de patru găurele. Pe gât se pot distinge urmele unui decor incizat. | Muzeul Județean Teleorman, Alexandria | Cimec    |
|      | Statuetă antropomorfă                         | Datare: 1/2 mil. 5 - sec. I al mil. 4 a.Chr. Descoperit: jud. Teleorman, com. VITĂNEȘTI, VITANESTI, Măgurice Material: lut cu degresanți; ardere reducătoare; incizare; modelare cu mâna | Cap antropomorf, de culoare cenușie. Are formă discoidală, cu nasul reliefat și gura redată printr-o linie incizată. Lobii urechilor nu au perforații. Nu prezintă alte detalii anatomice ale feței. Gâtul este cilindric, scurt, fără decor. | Muzeul Județean Teleorman, Alexandria | Cimec    |
|      | Statuetă antropomorfă                         | Datare: 1/2 mil. 5 - sec. I al mil. 4 a.Chr. Descoperit: jud. Teleorman, com. VITĂNEȘTI, VITANESTI, Măgurice Material: lut cu degresanți; ardere reducătoare; incizare; modelare cu mâna | Statuetă antropomorfă miniaturală, de culoare cenușie. Este foarte realist modelată, cu capul prismatic, corpul masiv și brațele întinse lateral. Membrele inferioare sunt rupte din vechime. Nu prezintă detalii anatomice sau decor. | Muzeul Județean Teleorman, Alexandria | Cimec    |
|      | Statuetă antropomorfă                         | Datare: 3/4 mil. 5 a.Chr. Descoperit: jud. Teleorman, com. VITĂNEȘTI, VITANESTI, Măgurice Material: lut cu degresanți; ardere reducătoare; incizare; modelare cu mâna; perforare | Cap antropomorf, de culoare cenușie. Este de formă discoidală, cu lobii urechilor cu câte două perforații fiecare, nasul reliefat și gura reprezentată printr-o linie incizată, subliniată de cinci găurele. Pe creștet se află o ușoară proeminență conică. Gâtul este cilindric, alungit. Nu prezintă alte detalii anatomice sau decor. | Muzeul Județean Teleorman, Alexandria | Cimec    |
|      | Statuetă antropomorfă                         | Datare: 3/4 mil. 5 a.Chr. Descoperit: jud. Teleorman, com. VITĂNEȘTI, VITĂNEȘTI, Măgurice Material: lut cu degresanți; ardere oxidantă; incizare; modelare cu mâna; perforare | Partea superioară a unei statuete antropomorfe feminine, de culoare cenușiu-gălbuie. Capul, de formă discoidală, este lăsat pe spate. Lobii urechilor prezintă fiecare câte două perforații. Nasul este reliefat, gura larg deschisă, reprezentată printr-o crestătură, bărbia bombată. Gâtul, cilindric, este scurt și gros. Corpul este de formă dreptunghiulară, aplatizat. Brațul drept este întins lateral (brațul stâng este rupt din vechime). Sânii sunt redați prin două proeminențe conice. Decorul, incizat, constă într-un triunghi aflat pe abdomen și o bandă de linii dispuse orizontal, oblic și în spirală, pe spate. Pe gât se găsesc linii incizate și un cerc în partea stângă, de asemenea incizat. | Muzeul Județean Teleorman, Alexandria | Cimec    |
|      | Statuetă antropomorfă                         | Datare: 3/4 mil. 5 a.Chr. Descoperit: jud. Teleorman, com. VITĂNEȘTI, VITANESTI, Măgurice Material: lut cu degresanți; ardere reducătoare; incizare; modelare cu mâna; perforare | Partea superioară a unei statuete antropomorfă feminine, de culoare cenușiu-gălbuie. Capul este discoidal, cu lobii, probabil perforați inițial (deteriorați din vechime, ca dealtfel întreaga jumătate stângă a feței), nasul puternic reliefat, ochiul drept figurat printr-un punct incizat, gura crestată, subliniată de trei găurele. Gâtul, cilindric, este scurt și gros. Corpul este de formă cilindrică, cu sânii abia sugerați prin două proeminențe și abdomenul bombat. Brațul drept este întins lateral și prezintă o perforație la capăt, în timp ce brațul stâng este rupt din vechime. Nu prezintă decor. | Muzeul Județean Teleorman, Alexandria | Cimec    |
|      | Statuetă antropomorfă                         | Datare: 3/4 mil. 5 a.Chr. Descoperit: jud. Teleorman, com. VITĂNEȘTI, VITANESTI, Măgurice Material: lut cu degresanți; ardere oxidantă; lustruire; modelare cu mâna | Partea superioară a unei statuete antropomorfă feminine, de culoare alb-gălbuie. Capul este rupt din vechime, de la baza gâtului. Corpul este cilindric, cu abdomenul bombat, șoldurile și fesele puternic conturate. Sânii sunt figurați prin două proeminențe conice. Brațul stâng este îndoit de la cot în sus, în timp ce brațul drept este rupt din vechime. Piesa păstrează urme de lustruire, fără a avea un alt tip de decor. | Muzeul Județean Teleorman, Alexandria | Cimec    |
|      | Statuetă antropomorfă                         | Datare: 1/4 mil. 5 - sec. I al mil. 4 a.Chr. Descoperit: jud. Teleorman, com. VITĂNEȘTI, VITANESTI, Măgurice Material: lut cu degresanți; ardere reducătoare; incizare; modelare cu mâna; încrustare                                                                                            | Fragment de statuetă antropomorfă feminină (partea inferioară), de culoare cenușiu-gălbuie. Morfologia și decorul sunt asemenătoare statuetelor cucuteniene, dar pasta din care este modelată este tipic gumelnițeană. Este reprezentată în poziție așezată. Șoldurile și fesele sunt proeminente, în timp ce membrele inferioare, modelate separat și alipite, se prezintă sub forma unor proeminențe conice alungite. Întreaga suprafață este decorată prin incizie, cu linii scurte și împunsături dispuse în combinații diferite în zona pubiană, pe șolduri și membrele inferioare și spirale pe fese. Mai ales în această zonă se păstrează pasta cu care piesa a fost încrustată, de culoare crem-gălbuie. | Muzeul Județean Teleorman, Alexandria | Cimec    |
|      | Statuetă antropomorfă                         | Datare: 1/4 mil. 5 - sec. I al mil. 4 a.Chr. Descoperit: jud. Teleorman, com. VITĂNEȘTI, VITANESTI, Măgurice Material: lut cu degresanți; ardere reducătoare; incizare; modelare cu mâna; încrustare                                                                                            | Partea inferioară a unei statuete antropomorfe feminine, de culoare maroniu-gălbuie. Este modelată din două bucăți alipite. Șoldurile și fesele sunt ușor proeminente, iar membrele sunt diferențiate doar în partea inferioară. Triunghiul sexual este redat prin linii incizate. Decorul, complex, realizat prin incizie, este prezent pe aproape toată suprafața piesei și constă dintr-o combinație de linii parale, oblice, în „zig-zag” și triunghiuri. Pe unele porțini de pe partea dorsală se păstrează pasta cu care a fost încrustată, de culoare albă. | Muzeul Județean Teleorman, Alexandria | Cimec    |
|      | Statuetă antropomorfă                         | Datare: 1/4 mil. 5 - sec. I al mil. 4 a.Chr. Descoperit: jud. Teleorman, com. VITĂNEȘTI, VITANESTI, Măgurice Material: lut cu degresanți; ardere reducătoare; incizare; modelare cu mâna; încrustare                                                                                            | Statuetă antropomorfă feminină fragmentară, de culoare cenușie. Morfologia și decorul sunt asemenătoare statuetelor cucuteniene, dar pasta din care este modelată este tipic gumelnițeană. Piesa, aproape miniaturală, are capul și membrele inferioare rupte din vechime. Corpul este de formă dreptunghiulară, aplatizată, cu sânii redați prin două mici proeminențe și fesele reliefate. Membrele inferioare nu sunt diferențiate, dar sunt foarte bine sugerate de câte o linie incizată, atât pe partea anterioară, cât și pe cea posterioară. Decorul, incizat, este reprezentat de o combinație de linii dispuse orizontal, vertical și oblic. Triunghiul sexual este redat, de asemenea, prin linii incizate. Se păstrează, pe alocuri, pasta cu care piesa a fost încrustată, de culoare roșie și albă. | Muzeul Județean Teleorman, Alexandria | Cimec    |
|      | Statuetă antropomorfă                         | Datare: 1/4 mil. 5 - sec. I al mil. 4 a.Chr. Descoperit: jud. Teleorman, com. VITĂNEȘTI, VITANESTI, Măgurice Material: lut cu degresanți; ardere reducătoare; incizare; lustruire; modelare cu mâna                                                                                             | Partea inferioară a unei statuete antropomorfe feminine, de culoare cenușiu-închis. Abdomenul este ușor bombat, cu ombilicul redat printr-o incizie punctiformă. Șoldurile și fesele sunt ușor reliefate iar triunghiul sexual este marcat prin linii incizate. Membrele inferioare nu sunt diferențiate, dar sunt foarte bine sugerate de câte o linie incizată, atât pe partea anterioară, cât și pe cea posterioară, unde, parțial, se păstrează urme de lustruire. Nu este prezent alt tip de decor. | Muzeul Județean Teleorman, Alexandria | Cimec    |
|      | Statuetă antropomorfă                         | Datare: 3/4 mil. 5 a.Chr. Descoperit: jud. Teleorman, com. VITĂNEȘTI, VITANESTI, Măgurice Material: lut cu degresanți; ardere reducătoare; incizare; încrustare; modelare cu mâna | Piciorul drept al unei statuete antropomorfe feminine, de culoare neagră-cenușie. Se păstrează coapsa și fesa dreaptă. Decorul, incizat, este reprezentat de o combinație de linii orizontale și oblice, cercuri și spirale. Foarte probabil triunghiul sexual era redat prin tot prin linii incizate. Pe alocuri se păstrează pasta de încrustare, de culoare albă. | Muzeul Județean Teleorman, Alexandria | Cimec    |
|      | Statuetă antropomorfă                         | Datare: 3/4 mil. 5 a.Chr. Descoperit: jud. Teleorman, com. VITĂNEȘTI, VITANESTI, Măgurice Material: lut cu degresanți; ardere oxidantă; lustruire; modelare cu mâna | Fragment de statuetă antropomorfă feminină, de culoare crem-gălbuie. Se păstrează doar coapsele, fesele și o porțiune din trunchi. Nu prezintă nici un fel de decor, dar piesa a fost lustruită pe întreaga suprafață. | Muzeul Județean Teleorman, Alexandria | Cimec    |
|      | Statuetă antropomorfă                         | Datare: 1/2 mil. 5 - sec. I al mil. 4 a.Chr. Descoperit: jud. Teleorman, com. VITĂNEȘTI, VITANESTI, Măgurice Material: lut cu degresanți; ardere reducătoare; incizare; modelare cu mâna | Piciorul stâng al unei statuete antropomorfe feminine, de culoare cenușiu-gălbuie. Este masiv, de formă cilindrică, cu șoldul și fesa proeminente. Este redată și laba piciorului. Decorul, incizat, constă dintr-o combinație de linii dispuse oblic, în unghi, pe coapsă, un cerc cu o impresiune punctiformă la interior, dispus pe șold și spirale simple, afrontate, aflate pe fesă. Foarte probabil avea redat și triunghiul sexual, tot prin linii incizate. | Muzeul Județean Teleorman, Alexandria | Cimec    |
|      | Statuetă antropomorfă                         | Datare: 1/2 mil. 5 - sec. I al mil. 4 a.Chr. Descoperit: jud. Teleorman, com. VITĂNEȘTI, VITANESTI, Măgurice Material: lut cu degresanți; ardere reducătoare; modelare cu mâna | Fragment de statuetă antropomorfă feminină (partea superioară), de culoare cenușie. Se păstrează capul și un fragment din corp. Capul este de formă discoidală, cu lobii urechilor modelați asimetric, nasul puternic reliefat și gâtul scurt și gros. Corpul este aplatizat. Nu sunt redate alte detalii anatomice. Piesa nu prezintă decor. | Muzeul Județean Teleorman, Alexandria | Cimec    |
|      | Statuetă antropomorfă                         | Datare: 1/4 mil. 5 - sec. I al mil. 4 a.Chr. Descoperit: jud. Teleorman, com. VITĂNEȘTI, VITANESTI, Măgurice Material: lut cu degresanți; ardere reducătoare; incizare;modelare cu mâna; perforare                                                                                              | Cap de stauetă antropomorfă de culoare brun-gălbuie. Are o formă ovală, alungită, cu lobii urechilor modelați neregulat și perforați, nasul ușor reliefat și gura sugerată printr-o impresiune. Gâtul, cilindric și scurt, păstrează urmele unui decor incizat. | Muzeul Județean Teleorman, Alexandria | Cimec    |
|      | Statuetă antropomorfă                         | Datare: 1/4 mil. 5 - sec. I al mil. 4 a.Chr. Descoperit: jud. Teleorman, com. VITĂNEȘTI, VITANESTI, Măgurice Material: lut cu degresanți; ardere reducătoare; incizare; modelare cu mâna; perforare                                                                                             | Cap de statuetă antropomorfă, de culoare maroniu-gălbuie. Are formă ovală, cu lobii urechilor cu câte trei perforații (lobul stâng este parțial rupt din vechime), nasul puternic reliefat, gura reprezentată printr-o crestătură și subliniată de patru găurele. Gâtul este scurt, gros și oval în secțiune. Piesa nu prezintă alte detalii anatomice sau elemente de decor. | Muzeul Județean Teleorman, Alexandria | Cimec    |
|      | Statuetă antropomorfă                         | Datare: 1/4 mil. 5 - sec. I al mil. 4 a.Chr. Descoperit: jud. Teleorman, com. VITĂNEȘTI, VITANESTI, Măgurice Material: lut cu degresanți; ardere reducătoare; incizare; modelare cu mâna; perforare                                                                                             | Cap de statuetă antropomorfă, de culoare cenușiu-gălbuie. Are formă ovală, cu lobii urechilor cu câte trei perforații (lobul drept este parțial rupt din vechime), nasul puternic reliefat, gura reprezentată printr-o crestătură și subliniată de cinci găurele. Gâtul este cilindric, alungit și prezintă la bază, în partea dreaptă, o impresiune punctiformă. Nu sunt redate alte detalii anatomice sau elemente de decor. | Muzeul Județean Teleorman, Alexandria | Cimec    |
|      | Cap antropomorf de vas cu brațe tuburi        | Datare: 3/4 mil. 5 Descoperit: jud. Teleorman, com. VITĂNEȘTI, VITANESTI, Măgurice Material: lut cu degresanți; ardere reducătoare; incizare; modelare cu mâna; perforare | Cap antropomorf, de culoare cenușiu-gălbuie, ce a aparținut unui vas antropomorf de tipul „cu brațe tuburi”. Are formă romboidală, cu lobii urechilor cu câte trei perforații (lobul stâng este parțial rupt din vechime), nasul, reliefat, de asemenea rupt din vechime, gura reprezentată printr-un șir de trei găurele. Ochii sunt redați prin linii incizate. Sub bărbie se găsesc linii incizate, dispuse neregulat. Gâtul este scurt, gros și cilindric în secțiune. De la baza gâtului pornește, spre corpul vasului, un decor incizat, compus din benzi verticale. | Muzeul Județean Teleorman, Alexandria | Cimec    |
|      | Statuetă antropomorfă                         | Datare: 1/4 mil. 5 - sec. I al mil. 4 a.Chr. Descoperit: jud. Teleorman, com. VITĂNEȘTI, VITANESTI, Măgurice Material: lut cu degresanți; ardere reducătoare; modelare cu mâna; perforare | Partea superioară a unei statuete antropomorfe feminine, de culoare cenușie. Capul este discoidal, cu lobii urechilor cu câte două perforații, nasul ușor reliefat, gura crestată, subliniată de patru găurele. Gâtul, cilindric, este scurt și gros. Corpul este aplatizat, cu sânii sugerați prin proeminențe (cel drept rupt din vechime, cel stâng parțial afectat). Brațele, alungite, sunt întinse lateral și ușor îndoite în sus. Piesa nu prezintă elemente de decor. | Muzeul Județean Teleorman, Alexandria | Cimec    |
|      | Statuetă antropomorfă                         | Datare: 1/4 mil. 5 - sec. I al mil. 4 a.Chr. Descoperit: jud. Teleorman, com. VITĂNEȘTI, VITANESTI, Măgurice Material: lut cu degresanți; ardere oxidantă; incizare; modelare cu mâna; perforare                                                                                                | Partea superioară a unei statuete antropomorfe feminine, de culoare gălbui-maronie. Capul, de formă discoidală, are lobii urechilor alungiți, cu câte două perforații (lobul drept este rupt din vechime), nasul și bărbia reliefate, gura redată printr-o crestătură. Gâtul este cilindric, masiv, iar corpul este aplatizat. Sânul stâng este rupt din vechime, iar cel drept se prezintă sub forma unei proeminențe conice. Decorul, incizat, constă dintr-o combinație de linii oblice și triunghiuri. La baza gâtului se găsește o bandă compusă din linii scurte, oblice și semicercuri. | Muzeul Județean Teleorman, Alexandria | Cimec    |
|      | Statuetă antropomorfă                         | Datare: 2/2 mil. 5 - sec. I al mil. 4 a.Chr. Descoperit: jud. Teleorman, com. VITĂNEȘTI, VITANESTI, Măgurice Material: lut cu degresanți; ardere oxidantă; incizare; modelare cu mâna; perforare                                                                                                | Cap antropomorf, de culoare alb-gălbuie. Are formă prismatică, cu lobii urechilor cu câte trei perforații, nasul reliefat și gura redată printr-o linie-crestătură subliniată de șase găurele. Nu prezintă alte detalii anatomice ale feței. Gâtul este cilindric, ușor alungit, fără decor. | Muzeul Județean Teleorman, Alexandria | Cimec    |
|      | Statuetă                                      | Datare: 1/4 mil. 5 - sec. I al mil. 4 a.Chr. Descoperit: jud. Teleorman, com. VITĂNEȘTI, VITANESTI, Măgurice Material: lut cu degresanți; ardere oxidantă; incizare; modelare cu mâna; perforare                                                                                                | Cap antropomorf, de culoare gălbui-maronie. Este masiv, de formă prismatică, cu lobii urechilor cu câte trei perforații (lobul drept parțial rupt din vechime), nasul reliefat și gura redată printr-o crestătură subliniată de un șir de găurele (dintre care se păstrează trei în partea stângă). Nu prezintă alte detalii anatomice ale feței sau elemente de decor. | Muzeul Județean Teleorman, Alexandria | Cimec    |
|      | Statuetă antropomorfă                         | Datare: 1/4 mil. 5 - sec. I al mil. 4 a.Chr. Descoperit: jud. Teleorman, com. VITĂNEȘTI, VITANESTI, Măgurice Material: lut cu degresanți; ardere oxidantă; incizare; modelare cu mâna; perforare                                                                                                | Protomă antropomorfă de culoare maroniu-cărămizie. Reprezintă un cap de formă prismatică, cu lobii urechilor cu câte două perforații, nasul și bărbia reliefate și gura crestată. Nu sunt figurate alte detalii anatomice sau elemente de decor. | Muzeul Județean Teleorman, Alexandria | Cimec    |
|      | Statuetă antropomorfă                         | Datare: 1/4 mil. 5 - sec. I al mil. 4 a.Chr. Descoperit: jud. Teleorman, com. VITĂNEȘTI, VITANESTI, Măgurice Material: lut cu degresanți; ardere oxidantă; incizare; modelare cu mâna | Partea superioară a unei statuete antropomorfe feminine, de culoare cenușiu-gălbuie. Capul este de formă discoidală, cu lobii urechilor neperforați, nasul este reliefat și gura reprezentată printr-o crestătură. Gâtul este scurt și gros. Corpul este de formă dreptunghiulară, aplatizat. Brațele sunt rupte din vechime. Sânii sunt redați prin două proeminențe conice (cel drept este rupt). Decorul, incizat, constă dintr-o bandă de linii dispuse orizontal și oblic pe partea din față a gâtului și triunghiuri asociate cu linii oblice pe spatele piesei. | Muzeul Județean Teleorman, Alexandria | Cimec    |
|      | Statuetă antropomorfă                         | Datare: 1/4 mil. 5 - sec. I al mil. 4 a.Chr. Descoperit: jud. Teleorman, com. VITĂNEȘTI, VITANESTI, Măgurice Material: lut cu degresanți; ardere oxidantă; modelare cu mâna | Cap de statuetă antropomorfă de culoare maroniu-cărămizie. Are o formă romboidală, alungită, cu lobii urechilor modelați asimetric și neperforați, nasul reliefat și gura sugerată printr-o alveolă. Gâtul este masiv, cilindric și scurt. Nu prezintă elemente de decor. | Muzeul Județean Teleorman, Alexandria | Cimec    |
|      | Statuetă antropomorfă                         | Datare: 3/4 mil. 5 Descoperit: jud. Teleorman, com. VITĂNEȘTI, VITANESTI, Măgurice Material: lut cu degresanți; ardere reducătoare; incizare; încrustare; modelare cu mâna; perforare | Partea superioară a unei statuete antropomorfe feminine, de culoare cenușie. Capul este de formă romboidală, lobii urechilor cu câte două perforații fiecare, nasul reliefat (rupt parțial din vechime), gura sugerată printr-un șir de patru găurele. Gâtul, cilindric, este ușor aplatizat și alungit. Corpul este de formă dreptunghiulară, aplatizat, sânii sunt redați prin două proeminențe conice iar brațele sunt întinse lateral. Decorul, incizat, constă dintr-o bandă de linii orizontale aflată la baza gâtului, linii verticale și probabil, un triunghi pe abdomen, un romb la ceafă și alte linii verticale și oblice pe spate. Piesa este încrustată cu pastă albă. | Muzeul Județean Teleorman, Alexandria | Cimec    |
|      | Statuetă antropomorfă                         | Datare: 1/4 mil. 5 - sec. I al mil. 4 a.Chr. Descoperit: jud. Teleorman, com. VITĂNEȘTI, VITANESTI, Măgurice Material: lut cu degresanți; ardere oxidantă; incizare; modelare cu mâna; perforare                                                                                                | Cap antropomorf, de culoare cărămiziu-gălbuie. Este de formă romboidală, cu ochii reprezentați prin câte o perforație, nasul și bărbia ușor reliefate și gura redată printr-o linie crestată. Gâtul, de formă cilindrică, este foarte alungit. Piesa nu prezintă elemente de decor. | Muzeul Județean Teleorman, Alexandria | Cimec    |
|      | Statuetă antropomorfă                         | Datare: 1/4 mil. 5 - sec. I al mil. 4 a.Chr. Descoperit: jud. Teleorman, com. VITĂNEȘTI, VITANESTI, Măgurice Material: lut cu degresanți; ardere reducătoare; incizare; modelare cu mâna; perforare                                                                                             | Cap antropomorf, de culoare cenușiu-gălbuie. Este de formă romboidală, cu lobii urechilor cu câte trei perforații (lobul drept parțial rupt din vechime), nasul puternic reliefat, gura redată printr-o linie incizată, subliniată de cinci găurele. Bărbia este sugerată printr-o linie incizată. Gâtul este cilindric, ușor aplatizat și alungit. Decorul, de asemenea incizat, este prezent pe partea din față a gâtului și este compus din linii oblice și două cercuri, precum și pe ceafă, unde se găsește un romb ce are la interior o linie oblică. | Muzeul Județean Teleorman, Alexandria | Cimec    |
|      | Statuetă antropomorfă                         | Datare: 3/4 mil. 5 Descoperit: jud. Teleorman, com. VITĂNEȘTI, VITANESTI, Măgurice Material: lut cu degresanți; ardere reducătoare; incizare; modelare cu mâna; perforare | Cap antropomorf, de culoare cenușiu-gălbuie. Este de formă discoidală, cu lobii urechilor cu câte două perforații fiecare, nasul puternic reliefat și gura reprezentată printr-o alveolă, subliniată de trei găurele. Bărbia este sugerată de o linie superficial incizată. Pe creștet se află o ușoară proeminență conică. Gâtul este cilindric, alungit și decorat cu câteva linii ușor incizate, dispuse oblic. | Muzeul Județean Teleorman, Alexandria | Cimec    |
|      | Statuetă antropomorfă                         | Datare: 3/4 mil. 5 Descoperit: jud. Teleorman, com. VITĂNEȘTI, VITANESTI, Măgurice Material: lut cu degresanți; ardere oxidantă; incizare; modelare cu mâna; perforare | Cap antropomorf, de culoare gălbui-cenușie. Este de formă romboidală, cu ambii lobi ai urechilor cu câte patru perforații. Fața, deosebit de expresivă, are nasul reliefat, ochii reprezentați închiși, prin două linii incizate, ușor curbate și gura întredeschisă, printr-o crestătură subliniată de cinci găurele. Gâtul, scurt, de formă cilindrică, are pe partea stângă și pe ceafă un decor incizat, ce constă în linii orizontale, oblice și un cerc. | Muzeul Județean Teleorman, Alexandria | Cimec    |
|      | Statuetă antropomorfă                         | Datare: 1/4 mil. 5 - sec. I al mil. 4 a.Chr. Descoperit: jud. Teleorman, com. VITĂNEȘTI, VITANESTI, Măgurice Material: lut cu degresanți; ardere reducătoare; modelare cu mâna | Statuetă antropomorfă, miniaturală, de culoare gălbui-cenușie. Foarte schematizat modelată, este de formă aproximativ pentagonală, cu capul și brațele sugerate prin mici proeminențe și baza ușor concavă. Nu prezintă detalii anatomice sau decor. | Muzeul Județean Teleorman, Alexandria | Cimec    |
|      | Topor                                         | Datare: 4/4 mil. V a.Chr. Descoperit: jud. Teleorman, com. Vitănești, Vitănești, Măgurice Material: piatră prelucrată prin cioplire | Topor confecționat din silex de culoare maroniu-gălbuie, cu pete albicioase. Este de formă trapezoidală, alungită. Secțiunea este rectangulară, ceafa ușor teșită, vârful lat, ascuțit, cu urme de folosire. În zona cefei se păstrează o porțiune de cortex. | Muzeul Județean Teleorman, Alexandria | Cimec    |
|      | Herminetă                                     | Datare: 4/4 mil. V a.Chr. Descoperit: jud. Teleorman, com. Vitănești, Vitănești, Măgurice Material: piatră prelucrată prin polisare și finisată prin șlefuire | Herminetă confecționată dintr-o rocă de culoare verde-închis. Este de formă trapezoidală, alungită. Secțiunea transversală este rectangulară, cu muchiile drepte. Ceafa este teșită, iar vârful ușor rotunjit este ascuțit. | Muzeul Județean Teleorman, Alexandria | Cimec    |
|      | Cupă cu picior                                | Datare: Sec. XVI-începutul sec. XV Școală: Atelier sud-dunărean Material: lut cu degresanți, angobă, smalț; modelare la roată, ardere oxidantă | Cupa este modelată din pastă fină, cu fragmente mici de calcar, acoperită cu o angobă alb-cenușie și smalț de foarte bună calitate. Piciorul înalt, tubular, este gol în interior și are baza mult lățită. În profil, curba corpului cu pereții bine arcuiți este frântă de buza puternic înclinată spre exterior. Decorația este realizată prin pete de culoare galben-arămii și verde oliv, alternativ dispuse pe buză și pe fund, pe acesta din urmă alcătuind o formă de rozetă. | Muzeul Județean Teleorman, Alexandria | Cimec    |
|      | Figurină antropomorfă                         | Datare: 3/4 mil. 5 a.Chr. Descoperit: jud. TELEORMAN, com. VITĂNEȘTI, VITĂNEȘTI, Măgurice Material: lut cu degresanți; ardere oxidantă; netezire; incizie; perforare; modelare cu mâna | Figurină antropomorfa feminină, în poziție verticală, cu picioarele modelate separat, de culoare maroniu-galbuie. Are capul discoidal, cu lobii urechilor strapunși de câte patru perforații. Ochii sunt redați prin incizii, nasul este reliefat, iar gura este figurată printr-o crestatură subliniată de patru găurele. Brațele, perforate Ia capete, sunt întinse lateral, iar sânii sunt marcați prin două mici proeminențe. Șoldurile și fesele sunt bine reliefate. Unul dintre picioare lipsește din vechime. Statueta are un decor incizat complex. Aceasta are la gât o bandă cu incizii, iar pe piept decorul este marginit de o linie orizontală care se continuă pe brațe. Între sâni are doua linii paralele terminate în unghi cu două mici incizii în interior. Pe trunchi se mai află un romb, precum și linii oblice care se unesc în părțile laterale cu inciziile oblice aflate pe spate. Aici, pe gât, este incizat un triunghi, iar mai jos un fel de romb. Pe pântec pare să fi avut o bandă orizontală, cu o spiră la interior. Pe picior are incizii neregulate, iar la gambe benzi afrontate, lațite la capete, cu linii în interior. | Muzeul Județean Teleorman, Alexandria | Cimec    |
|      | Figurină antropomorfă                         | Datare: 3/4 mil. 5 a.Chr. Descoperit: jud. TELEORMAN, com. VITĂNEȘTI, VITĂNEȘTI, Măgurice Material: lut cu degresanți; ardere oxidantă; netezire; incizie; perforare; modelare cu mâna | Figurină antropomorfa feminină, în poziție verticală, cu picioarele modelate separat, de culoare maroniu-galbuie. Are capul discoidal, aplatizat, cu lobii urechilor strapunși de câte patru perforații, urechea dreaptă este ruptă (de-a lungul găurilor). Ochii sunt triunghiulari, redați prin incizii, nasul este reliefat, iar gura este figurată printr-o crestatură subliniată de patru găurele. Brațele, sunt întinse lateral, cu capetele rupte din vechime. Sânii sunt redați în relief. Șoldurile și fesele sunt bine reliefate. Unul dintre picioare lipsește din vechime. Statueta este decorată cu motive incizate. Aceasta are Ia gât o bandă cu incizii, iar pe piept decorul este mărginit de o linie orizontală. Între sâni are două linii laralele, terminate în unghi, cu un romb în interior. Pe trunchi se mai află un romb, precum și linii oblice care se unesc în părțile laterale cu inciziile oblice aflate pe spate. Aici, pe gât este incizat un triunghi, iar mai jos un fel de romb. Pe pântec are o bandă orizontală, cu linii paralele, oblice, în interior. Pe picior și pe fese are incizii orizontale, paralele, iar Ia gambe benzi afrontate, lățite Ia capete, cu un cerc și linii în interior. În zona genunchiului este o bandă cu un cerc în interior. | Muzeul Județean Teleorman, Alexandria | Cimec    |
|      | Ac de văl cu rozetă                           | Datare: sec. XVII p.Chr. Descoperit: jud. TELEORMAN, ROȘIORI DE VEDE, Biserica „Sf. Nicolae” Dimensiuni: D rozetă: 23,2 mm Material: argint aurit; turnare; sudare; granulare | Capul acului este format dintr-o rozetă compusă din opt petale trapezoidale, dispuse radiar în jurul unui șaton înalt, circular, cu piatra pierdută. Fiecare petală este conturată cu un șir de granule mici și terminată în exterior cu câte trei granule mai mari, așezate simetric în centru și în cele două colțuri. Partea inferioară este delimitată de câte un semicerc din sârmă foarte subțire, răsucită; aceeași sârmă este sudată și la baza șatonului. Între cele două delimitări, pe fiecare petală se află străpuns un mic orificiu. Acul, cu lungimea totală de 6,80 cm, este sudat cu capătul aplatizat de reversul rozetei, nedecorat. | Muzeul Județean Teleorman, Alexandria | Cimec    |
|      | Brățară de sticlă                             | Datare: sec. XVII-XVIII p.Chr. Descoperit: jud. TELEORMAN, ROȘIORI DE VEDE, Biserica „Sf. Nicolae” Dimensiuni: D interior: 39,2 mm Material: sticlă; trefilare | Brățara a fost realizată dintr-o bară de sticlă de culoare albastru turcoaz, cu lățimea și grosimea variabile, semicirculară în secțiune și turtită lateral, nedecorată. Se observă o prelucrare neatentă a sticlei, pentru un obiect de ritual funerar și nu unul decorativ. Sticla irizată prezintă unele degradări la suprafață. | Muzeul Județean Teleorman, Alexandria | Cimec    |
|      | Inel sigilar de argint                        | Datare: sec. XVII p.Chr. Descoperit: jud. TELEORMAN, ROȘIORI DE VEDE, Biserica „Sf. Nicolae” Dimensiuni: D interior: 18,4 mm; D șaton: 15,4x10,8 mm Material: argint; turnare; gravare | Inel cu veriga și montura turnate împreună. Veriga, de secțiune semicirculară, este lățită către montură și nu este decorată. Pecetea ovală este simplă, unicul ornament, de tip vegetal, fiind o crenguță de brad, așezată vertical, în centrul câmpului. Veriga este ușor subțiată prin uzură. | Muzeul Județean Teleorman, Alexandria | Cimec    |
|      | Inel sigilar de argint                        | Datare: sec. XV-XVI p.Chr. Descoperit: jud. TELEORMAN, ROȘIORI DE VEDE, Biserica „Sf. Nicolae” Dimensiuni: D interior: 20,2 mm; D șaton: 19x16,3 mm Material: argint; turnare; gravare | Inel sigilar de argint cu motiv geometric și vegetal. Veriga este realizată din sârmă mai groasă, torsionată, cu capetele aplatizate în punctele de sudură cu plăcuța-pecete. Aceasta este de formă ovală, gravată cu model combinat : în centru, într-un romb cu laturile inegale se află o cruce cu brațele egale, iar între ele linii subțiri ondulate. În fiecare din cele patru semicercuri create din tangența unghiurilor rombului cu marginea ovală a plăcuței sunt amplasate frunze cu limbul alungit și crestat. O linie subțire, marginală, delimitează câmpul decorat. | Muzeul Județean Teleorman, Alexandria | Cimec    |
|      | Inel sigilar de argint                        | Datare: sec. XV p.Chr. Descoperit: jud. TELEORMAN, ROȘIORI DE VEDE, Biserica „Sf. Nicolae” Dimensiuni: D interior: 22,3 mm; L șaton: 9,6 mm Material: argint; turnare; sudare | Inel sigilar de argint cu motiv geometric. Veriga este realizată din sârmă mai groasă, torsionată, cu capetele aplatizate în punctele de sudură cu plăcuța-pecete. Aceasta este de formă romboidală, gravată cu un semn cruciform din linii duble. O linie subțire marginală delimitează câmpul sigilar. | Muzeul Județean Teleorman, Alexandria | Cimec    |
|      | Inel sigilar de argint                        | Datare: 3/4 sec. XVI-XVII p.Chr. Descoperit: jud. TELEORMAN, ROȘIORI DE VEDE, Biserica „Sf. Nicolae” Dimensiuni: D interior: 18,7 mm; D șaton: 19,5x17,8 mm Material: argint; turnare; gravare                                                                                                  | Inel cu veriga și șatonul care fac corp comun. Veriga, de secțiune semicirculară, este ușor turtită în profil, lățită către montură și este decorată la capete cu câte o banda de linii parelele orizontale: trei linii verticale despart patru elemente alungite, din care cele din centru sunt triunghiulare iar cele laterale lățite în partea superioară. Matricea sigilară din câmpul șatonului este ovală și a fost gravată cu o compoziție de tip heraldic. În centru, medalionul de mici dimensiuni, un scut oval pe care stă o pasăre în profil, cu un inel în cioc. Deasupra medalionului se află timbrul cu coroana, fără coif. În dreapta scutului suportul este reprezentat de o pasăre în profil, cu aripile deschise, în stânga de un leu cu capul întors.Scutul este susținut de un pom cu crengile orientate în partea dreaptă. În jurul câmpul matriceal sunt două linii fine marginale, prima dreaptă, a doua punctată. | Muzeul Județean Teleorman, Alexandria | Cimec    |
|      | Inel de argint                                | Datare: sec. XVII p.Chr. Descoperit: jud. TELEORMAN, ROȘIORI DE VEDE, Biserica „Sf. Nicolae” Dimensiuni: D interior: 18,2 mm; L șaton: 14,1 mm; La șaton: 12,5 mm Material: argint; turnare | Inel masiv, cu veriga turnată împreună cu șatonul cu care face corp comun. Veriga groasă, de secțiune semicirculară, este turtită în profil și lățită către montură. Șatonul are formă dreptunghiulară, cu colțurile ușor rotunjite. Inelul este complet lipsit de decorație. | Muzeul Județean Teleorman, Alexandria | Cimec    |
|      | Inel de argint                                | Datare: sec. XVI-XVII p.Chr. Descoperit: jud. TELEORMAN, ROȘIORI DE VEDE, Biserica „Sf. Nicolae” Dimensiuni: D interior: 19,3 mm; D montură: 18 mm; Gr plăcuță: 1,8 mm Material: argint; turnare; sudare; caboșon; piatră neagră                                                                | Inel masiv de argint cu piatră. Veriga este realizată din sârmă circulară în secțiune, cu capetele îngroșate în punctele de sudură cu montura și cu o mică proeminență la mijloc. Montura înaltă, are baza șatonului convexă iar marginea verticală și ușor răsfrântă peste piatră, pentru fixarea acesteia. Piatra neagră este tăiată în caboșon. | Muzeul Județean Teleorman, Alexandria | Cimec    |
|      | Cercel de argint cu piatră                    | Datare: sec. XVII p.Chr. Școală: local de influență balcanică Descoperit: jud. TELEORMAN, ROȘIORI DE VEDE, Biserica „Sf. Nicolae” Material: argint; turnare; cizelare; ajurare | Montura este compusă dintr-o placă ajurată, decorată cu două rozete laterale formate din 11 petale în jurul unei proeminențe, legate între ele cu vrejuri și câte două frunze. În centru, într-un chaton oval, este fixată o piatră din sticlă verde. În partea inferioară sunt prinse de trei urechiușe circulare, cu anouri foarte subțiri, trei pandantive în formă de bulb, terminate în partea inferioară cu câte o granulă foarte mică. Montura este suspendată cu un anou de veriga din sârmă mai groasă, circulară în secțiune, îndoită și cu capetele apropiate și retezate. Pe jumătatea inferioară a circumferinței verigii este înfășurat un fir de sârmă subțire. | Muzeul Județean Teleorman, Alexandria | Cimec    |
|      | Cercel de argint cu piatră                    | Datare: sec. XVII p.Chr. Școală: local de influență balcanică Descoperit: jud. TELEORMAN, ROȘIORI DE VEDE, Biserica „Sf. Nicolae” Material: argint; turnare; cizelare; ajurare | Montura este compusă dintr-o placă ajurată, decorată cu două rozete laterale formate din 11 petale în jurul unei proeminențe, legate între ele cu vrejuri și câte două frunze. În centru, într-un chaton oval, era fixată o piatră (lipsă). În partea inferioară sunt prinse de trei urechiușe circulare, cu anouri foarte subțiri, trei pandantive în formă de bulb, terminate în partea inferioară cu câte o granulă foarte mică. Montura este suspendată cu un anou de veriga din sârmă mai groasă, circulară în secțiune, îndoită și cu capetele apropiate și retezate. Pe jumătatea inferioară a circumferinței verigii este înfășurat un fir de sârmă subțire. | Muzeul Județean Teleorman, Alexandria | Cimec    |
|      | Cercel de argint aurit                        | Datare: sf. sec. XIV-XV p.Chr. Școală: local de influență balcanică Descoperit: jud. TELEORMAN, ROȘIORI DE VEDE, Biserica „Sf. Nicolae” Dimensiuni: D mărgică: 9,8 mm Material: argint; turnare; aurire; granulare; filigranare                                                                 | Cercel din argint aurit, compus dintr-o verigă de sârmă subțire care susține, în partea inferioară, o mărgică metalică. Aceasta, de formă cilindrică, este alcătuită dintr-un inel central, format la rândul lui din două benzi subțiri, lipite între ele în trei puncte, încadrat lateral cu câte o plăcuță circulară, cu aspect de rotiță, decorată pe margini cu un șir de granule metalice, lipite. Mărgica este fixată prin înfășurarea pe verigă, în ambele părți, a unui fir subțire de filigran. Capătul inferior al verigii se termină cu o buclă circulară, realizată prin aplatizare. Capătul superior este rupt din vechime. | Muzeul Județean Teleorman, Alexandria | Cimec    |
|      | Cercel de argint aurit                        | Datare: sf. sec. XIV-XV p.Chr. Școală: local de influență balcanică Descoperit: jud. TELEORMAN, ROȘIORI DE VEDE, Biserica „Sf. Nicolae” Dimensiuni: D mărgică: 9,3 mm Material: argint; turnare; aurire; granulare; filigranare                                                                 | Cercel din argint aurit, compus dintr-o verigă de sârmă subțire care susține, în partea inferioară, o mărgică metalică. Aceasta, de formă cilindrică, este alcătuită dintr-un inel central, format la rândul lui din două benzi subțiri, lipite între ele în trei puncte, încadrat lateral cu câte o plăcuță circulară, cu aspect de rotiță, decorată pe margini cu un șir de granule metalice, lipite. Mărgica este fixată prin înfășurarea pe verigă, în ambele părți, a unui fir subțire de filigran. Capătul inferior al verigii se termină cu o buclă circulară, realizată prin aplatizare. Capătul superior este ușor aplatizat și ascuțit. Se observă o reparație a verigii, cu o sudură în formă de bulb la extremitatea opusă. | Muzeul Județean Teleorman, Alexandria | Cimec    |
|      | Mărgele de sticlă                             | Datare: a doua jumătate a sec. XIX Școală: local Descoperit: jud. TELEORMAN, com. PLOPII-SLĂVITEȘTI, DUDU, Mănăstirea Plăviceni Material: sticlă; efilare; debitare | Șirag sau șiraguri de mărgele de sticlă monocrome, roșii trandafirii, în formă de sferă turtită, relativ neregulate. Cele mai multe mărgele prezintă degradări pe suprafață. | Muzeul Județean Teleorman, Alexandria | Cimec    |
|      | Mărgele de sticlă                             | Datare: a doua jumătate a sec. XIX Școală: local Descoperit: jud. TELEORMAN, com. PLOPII-SLĂVITEȘTI, DUDU, Mănăstirea Plăviceni Material: sticlă; efilare; debitare | Șiraguri formate din aproximativ 416 mărgele din sticlă, multicolore, de forme și mărimi diferite: 162 mărgele în formă de sferă turtită sunt din sticlă roșie trandafirie; 155 cu aceeași formă sunt din sticlă albă opacă; 66 din sticlă neagră și 16 din sticlă albastră; 26 mărgele au formă poliedrică și mărimi diferite, descrescătoare, iar sticla este galben-verzuie; 4 mărgele sunt în formă de tub pentagonal la exterior și sunt colorate câte două în verde și albastru. O parte din mărgele prezintă unele degradări ale suprafeței. | Muzeul Județean Teleorman, Alexandria | Cimec    |
|      | Mărgele de sticlă                             | Datare: a doua jumătate a sec. XIX Școală: local Descoperit: jud. TELEORMAN, com. PLOPII-SLĂVITEȘTI, DUDU, Mănăstirea Plăviceni Material: sticlă; efilare; debitare | Șirag format din aproximativ 330 mărgele mici din sticlă, multicolore, în formă de sfere turtite. 149 mărgele sunt din sticlă verde-oliv foarte închis, spre negru, 104 mărgele albe, 68 mărgele bej, 9 mărgele roșu-trandafiriu. | Muzeul Județean Teleorman, Alexandria | Cimec    |
|      | Mărgele de sticlă                             | Datare: a doua jumătate a sec. XVIII – prima jumătate a sec. XIX Școală: local Descoperit: jud. TELEORMAN, com. PLOPII-SLĂVITEȘTI, DUDU, Mănăstirea Plăviceni Material: sticlă; efilare; debitare                                                                                               | Șirag format din aproximativ 370 mărgele mici din sticlă, albe și albastre, în formă de sfere turtite și de tubulețe. Sticla albă este mată, dar acolo unde este degradată a căpătat nuanțe de bej. | Muzeul Județean Teleorman, Alexandria | Cimec    |
|      | Mărgele de sticlă                             | Școală: local Descoperit: jud. TELEORMAN, com. PLOPII-SLĂVITEȘTI, DUDU, Mănăstirea Plăviceni Material: sticlă; efilare; debitare | Șirag format din aproximativ 700 mărgele mici din sticlă colorată, roșu-trandafiriu, cu dimensiuni ușor diferite între ele, în formă de sfere turtite. Sticla prezintă degradări la suprafață prin modificarea culorii și transparenței. | Muzeul Județean Teleorman, Alexandria | Cimec    |
|      | Mărgele de sticlă                             | Școală: local Descoperit: jud. TELEORMAN, com. PLOPII-SLĂVITEȘTI, DUDU, Mănăstirea Plăviceni Material: sticlă; efilare; debitare | Șirag sau șiraguri formate din aproximativ 285 mărgele mici din sticlă divers colorată, în formă de butoiașe, de dimensiuni diferite: 200 mărgele mici sunt din sticlă roșie-trandafirie, 80 mărgelele mai mici sunt din sticlă albă translucidă, 4 mărgele mai mari sunt din sticlă verde, 1 mărgea este din sticlă albastră. | Muzeul Județean Teleorman, Alexandria | Cimec    |
|      | Mărgele de sticlă                             | Școală: local Descoperit: jud. TELEORMAN, com. PLOPII-SLĂVITEȘTI, DUDU, Mănăstirea Plăviceni Material: sticlă; efilare; debitare | 40 mărgele din sticlă, care au format probabil două șiraguri. 21 mărgele sunt în formă de tuburi pentagonale cu lungimi diferite (0,39 -0,63 cm) și divers colorate: 14 albastru-turcoaz, 3 translucide, 4 galben-auriu. 19 mărgele cu formă sferică turtită, de mărimi crescătoare (diametru 0,60-1,12 cm) au culoarea galben auriu, sunt translucide, dar cele mai multe au degradări de suprafață, prin depunerea unui strat alb, mat. Mormânt de copil, mai conținea și trei brățări de sticlă. | Muzeul Județean Teleorman, Alexandria | Cimec    |
|      | Mărgele de sticlă                             | Școală: local Descoperit: jud. TELEORMAN, com. PLOPII-SLĂVITEȘTI, DUDU, Mănăstirea Plăviceni Material: sticlă; efilare; debitare | Șirag format din 13 mărgele de sticlă colorate, în formă de butoiașe alungite, cu un mic șănțuleț în diagonală, pe mijloc. 4 mărgele sunt colorate albastru-turcoaz și 9 albastru-cobalt. Prezintă neatenție în executare și ușoare degradări de suprafață. | Muzeul Județean Teleorman, Alexandria | Cimec    |
|      | Mărgele de sticlă                             | Școală: local Descoperit: jud. TELEORMAN, com. PLOPII-SLĂVITEȘTI, DUDU, Mănăstirea Plăviceni Material: sticlă; efilare; debitare | Șirag sau mai multe șiraguri conținând aproximativ 520 mărgele mici din sticlă albă mată. Mărgelele, relativ egale, au formă de sfere trutite. | Muzeul Județean Teleorman, Alexandria | Cimec    |
|      | Mărgele de sticlă                             | Școală: local Descoperit: jud. TELEORMAN, com. PLOPII-SLĂVITEȘTI, DUDU, Mănăstirea Plăviceni Material: sticlă; efilare; debitare | Șirag sau mai multe șiraguri conținând aproximativ 518 mărgele mici din sticlă. 492 dintre ele sunt foarte mici, au forme de sfere turtite și sunt colorate grena sau sunt translucide. 26 sunt în formă de tub pentagonal și sunt colorate cu negru și galben auriu. Aproape toate prezintă degradări ale suprafeței. | Muzeul Județean Teleorman, Alexandria | Cimec    |
|      | Mărgele de sticlă                             | Școală: local Descoperit: jud. TELEORMAN, com. PLOPII-SLĂVITEȘTI, DUDU, Mănăstirea Plăviceni Material: sticlă; efilare; debitare | Șirag scurt (brățară) conținând aproximativ 57 mărgele mici din sticlă, colorată, albastru-turcoaz, în formă de sfere turtite, inegale ca lungime. Mormânt de copil. | Muzeul Județean Teleorman, Alexandria | Cimec    |
|      | Mărgele de sticlă                             | Școală: local Descoperit: jud. TELEORMAN, com. PLOPII-SLĂVITEȘTI, DUDU, Mănăstirea Plăviceni Material: sticlă; efilare; debitare | Șirag scurt conținând aproximativ 113 mărgele mici din sticlă, multicolore, în formă de sfere turtite, inegale ca lungime: 92 albe și degradate ușor spre bej, 13 albastre și 8 roșii. Aproape toate au porțiuni de suprafață degradate. | Muzeul Județean Teleorman, Alexandria | Cimec    |
|      | Mărgele de sticlă                             | Școală: local Descoperit: jud. TELEORMAN, com. PLOPII-SLĂVITEȘTI, DUDU, Mănăstirea Plăviceni Material: sticlă; efilare; debitare | Șiraguri cuprinzând 379 mărgele de sticlă policrome, de diverse forme și dimensiuni. 300 mărgele au forme poliedrice neregulate, de tuburi, butoiașe și sfere turtite, din care cele mai multe sunt colorate în nuanțe de bejuri cu tente de brun, albastru, verde și roșu, restul fiind albastru deschis. 76 mărgele au formă de tuburi circulare, colorate în alb și verde-oliv. Sunt vizibile ușoare degradări pe suprafață. | Muzeul Județean Teleorman, Alexandria | Cimec    |